# Sitio de Osaka
El sitio de Osaka (大坂の陣 Ōsaka no Jin?), también conocido en japonés como Ōsaka no Eki (大坂の役?  campaña de Osaka), fue un conflicto bélico que tuvo lugar en el castillo de Osaka y sus alrededores entre diciembre de 1614 y junio de 1615, a comienzos del período Edo de la historia de Japón. Durante dicho conflicto se enfrentaron las tropas de Tokugawa Ieyasu, fundador del shogunato Tokugawa, y los partidarios de Toyotomi Hideyori, hijo y heredero de Toyotomi Hideyoshi (fallecido en 1598) y de su clan.
La campaña se dividió en dos fases, conocidas como «campaña de invierno» y «campaña de verano», después de las cuales el clan Tokugawa resultó vencedor, lo que permitió al clan hacerse con el poder del país durante más de 250 años. El conflicto fue el primer acontecimiento importante ocurrido en Japón en ser descrito en idioma inglés, así como la última ocasión en que dos ejércitos samuráis se enfrentaron en un campo de batalla.
El final del conflicto también es llamado en ocasiones Genna Enbu (元和偃武?   «armisticio Genna») debido a que el nombre de la era fue cambiado de Keichō a Genna inmediatamente después de que concluyeran las hostilidades.

## Historia

### Contexto

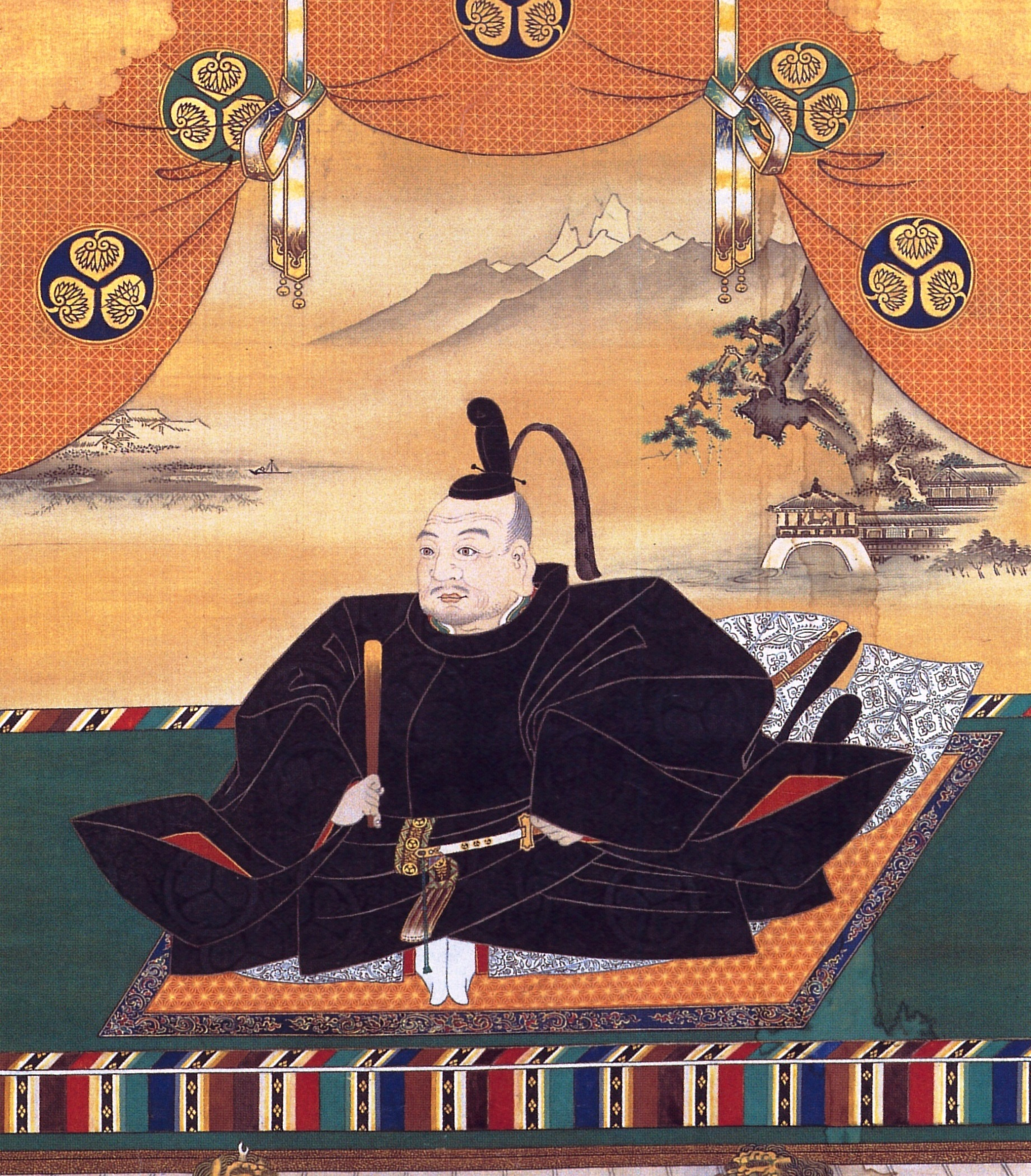
Tokugawa Ieyasu se convirtió en la principal figura política y militar tras la muerte de Toyotomi Hideyoshi, fundando posteriormente el shogunato Tokugawa.

Durante el shogunato Ashikaga se desencadenó una lucha por la sucesión, que derivó en una guerra civil conocida como guerra de Ōnin, que tuvo lugar entre 1467 y 1477. Dicho conflicto trajo como consecuencia una gran inestabilidad en el país, pues los daimyos (terratenientes locales) comenzaron a luchar entre sí con la finalidad de obtener más territorios y riqueza, en un período conocido como período Sengoku (戦国時代 Sengoku jidai?, lit. «período de los estados en guerra»). El poder nominal del emperador fue ignorado y el poder militar para gobernar del shōgun decayó grandemente, hasta que Oda Nobunaga, conocido como el primero de los «grandes unificadores de Japón», comenzó a pacificar al país sometiendo a otros señores feudales. Nobunaga fue traicionado por uno de sus principales generales, Akechi Mitsuhide, durante el Incidente de Honnō-ji, por lo que Toyotomi Hideyoshi, otro de sus generales de mayor confianza, vengó su muerte al derrotar a Mitsuhide en la batalla de Yamazaki.
Hideyoshi fue el sucesor de Nobunaga y gobernó el país de facto a pesar de que no pudo ser nombrado shōgun a causa de su origen humilde. Para 1591, ya dominado Japón, convocó a los distintos daimyos para conquistar China, llevando a cabo con ese objetivo final dos invasiones de Corea. Hideyoshi falleció en 1598, siendo su hijo y heredero Hideyori, un infante de cinco años. Hideyoshi, consciente de las disputas que se producirían a su muerte, nombró a un grupo llamado «Consejo de los Cinco Regentes» (presidido por Tokugawa Ieyasu e integrado además por Maeda Toshiie, Uesugi Kagekatsu, Mōri Terumoto y Ukita Hideie) con el objeto de que el consejo gobernara hasta que su hijo cumpliera la mayoría de edad, haciéndoles jurar que lo tratarían como a él mismo.
Ieyasu comenzó a establecer una serie de alianzas con figuras poderosas del país por medio de matrimonios convenidos, por lo que Ishida Mitsunari, uno de los cinco bugyō (奉行?   magistrado), empezó a unificar a todos aquellos que estaban en contra de Ieyasu. El conflicto político derivó en la batalla de Sekigahara, en la cual el país se dividió prácticamente en dos bandos: los que apoyaban a Ieyasu, para que lograra convertirse en la máxima figura, y los que apoyaban a Mitsunari en su visión de proteger el legado del clan Toyotomi. Durante el transcurso del enfrentamiento algunos generales decidieron cambiar del bando del «Ejército del Oeste» de Mitsunari al bando del «Ejército del Este» de Ieyasu, lo que dio la victoria al clan Tokugawa.
Ieyasu llegó a ser entonces en la máxima figura política y militar del país, y en 1603 fue nombrado oficialmente por el emperador Go-Yōzei shōgun, estableciendo así el shogunato Tokugawa. El puesto lo ocupó solo por dos años, pues en 1605 decidió abdicar en favor de su hijo Hidetada, tomando para sí el título de Ōgosho (大御所?   «shōgun enclaustrado»), aunque mantuvo el control del gobierno.

### Antecedentes

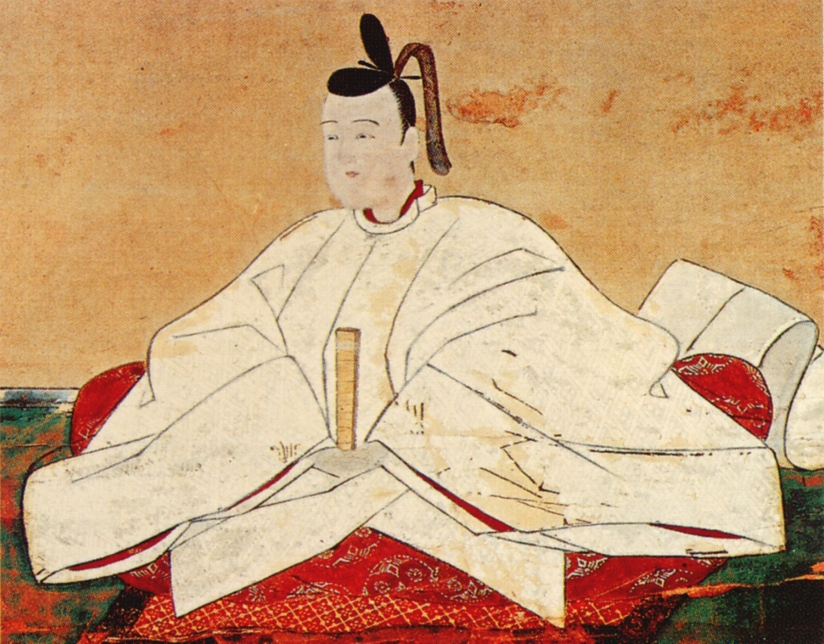
Representación de Toyotomi Hideyori.

Durante el gobierno de Ieyasu, la ciudad de Edo se convirtió en la sede del gobierno y capital administrativa, por lo comenzó a reconstruir el castillo Edo, ordenando a los daimyos que ayudaran en la reconstrucción y expansión de la ciudad. Además buscó reafirmar el dominio de la zona de Osaka y Kioto, por lo que reconstruyó el castillo Fushimi —que se encontraba al sur de Kioto y desde donde podía controlar el tráfico hacia Osaka— y erigió el castillo Nijō, ubicado en el centro de Kioto y muy cerca del Palacio Imperial.
Ieyasu estableció dos tipos de señores feudales: los fudai-daimyō (譜代大名?) y los tozama-daimyō (外様大名?). Los fudai, 176 en total, eran aquellos que habían sido leales antes o durante la batalla de Sekigahara, mientras que los tozama, 86 en total, eran aquellos cuya lealtad se había asegurado sólo después de la batalla, relegados por tanto del círculo principal de influencia del gobierno. Ieyasu no tomó ningún tipo de medida en contra de Hideyori y su madre (la viuda de Hideyoshi), Yodogimi, y se les permitió permanecer en el castillo Osaka, fortaleza que había servido como residencia de Hideyoshi y que se encontraba en un feudo valorado en 657 400 koku. Hideyori permaneció confinado en dicho castillo varios años. Además, como mecanismo de control, se acordó que en el año de 1603 contrajera nupcias con la hija de Hidetada, lo que emparentaba ambos clanes.
En 1611 Hideyori finalmente salió de Osaka, reuniéndose con Ieyasu por dos horas en el castillo Nijō. Ieyasu quedó sorprendido del porte y comportamiento de Hideyori, contrarios a la creencia popular de que el chico tan solo era un «inútil afeminado». Dicha creencia había sido difundida por Katagiri Katsumoto, guardián personal de Hideyori desde 1599 asignado por Ieyasu, y quien tenía la intención de disuadir cualquier agresión en contra del heredero.

#### La campana delHōkō-ji

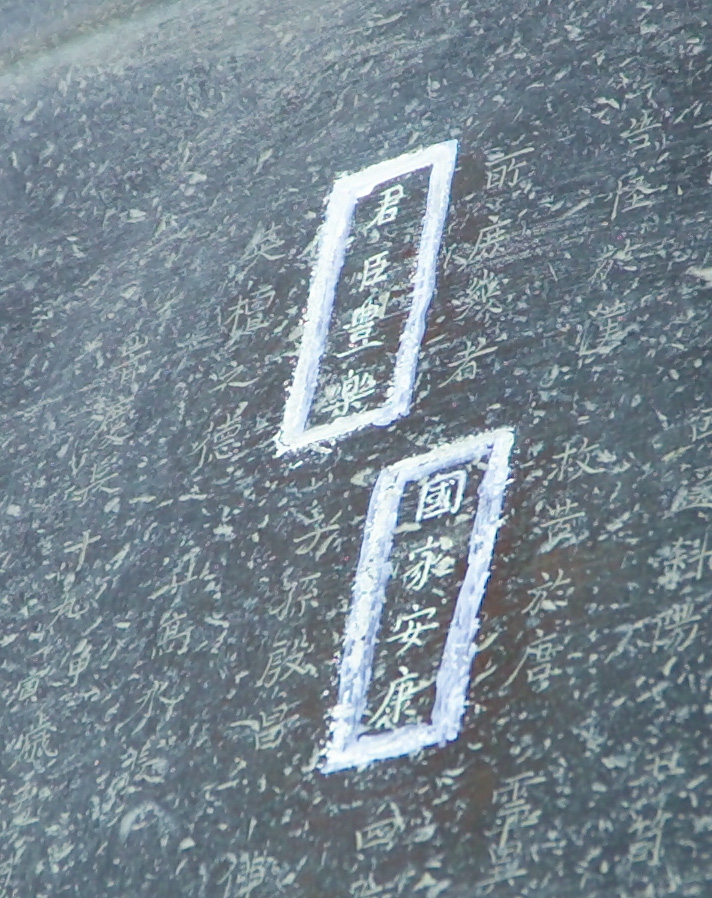
Inscripción sobre la campana del Hōkō-ji, en Kioto.

A pesar de que la actitud de Ieyasu antes de la reunión nunca había sido hostil, presionó a Hideyori y a su madre para que gastaran la fortuna que Hideyoshi había guardado en el castillo Osaka en forma de lingotes de oro. Uno de los proyectos en el que los obligó a comprometerse fue la reconstrucción de una gran figura de Buda en la ciudad de Kioto, la misma que Hideyoshi había erigido en 1587 y había resultado destruida por un terremoto en 1596. A comienzos de 1603 un incendio destruyó la figura cuando estaba casi terminada. Los trabajos se reiniciaron en 1608 y finalizaron en 1612, restando solo fundir la campana de bronce para proceder a la dedicación del templo Hōkō o Hōkō-ji, donde se iba a alojar la estatua. Habiendo terminado los trabajos, en mayo de 1614 Hideyori consultó con Ieyasu si él mismo podía supervisar la ceremonia, permiso que le fue otorgado e incluso se aseguró que Hidetada en persona estaría presente en el acto.
Ernest Satow describió los acontecimientos de la siguiente manera:

Para la primavera de 1614 tanto la imagen como el templo habían sido terminados exitosamente, y la población de la capital y de las provincias vecinas acudieron en grandes masas para observar la ceremonia inaugural. Pero los sacerdotes quienes, con ayuda de cientos de bonzos de menor grado, iban a realizar la ceremonia de dedicación, difícilmente habían tomado sus lugares y comenzado a repetir sus liturgias cuando dos mensajeros montados arribaron desde la residencia del Shōgun con órdenes de interrumpir el proceso y prohibir la consagración. El desorden que resultó entre los asistentes[...] muchos de los cuales habían venido desde una gran distancia, e ignorantes de la causa de la conclusión inesperada de su celebración, terminó en una revuelta, la cual la policía fue incapaz de reprimir, y se dice que la ciudad fue saqueada por la turba enfurecida[...]

Las causas de que no se llevara a cabo la celebración se supieron después: en la campana se escribió kokka anko (国家安康?   «paz y estabilidad al país» o «que el estado esté en paz y prospere».) Ka y ko eran la lectura on'yomi, o china, de los kanjis, que según su lectura japonesa, o kun'yomi, se leen ie y yasu (家康), por lo que Ieyasu reclamó que dichos kanjis hacían alusión a su nombre. Además, se escribió una oración que decía «en el Este saluda a la brillante luna, en el Oeste dice adiós al sol que se pone». Con dicha oración Ieyasu protestó aún más, asegurando que se hacía referencia al este de Japón —donde Ieyasu estableció la capital— como inferior, y que Hideyori aparecía alegóricamente como la gran luminaria.
A pesar de los intentos de Katagiri Katsumoto de mediar la situación, Ieyasu encontró el pretexto ideal para tomar una actitud beligerante contra Hideyori. La situación se agravó para septiembre de ese año, cuando llegó a Edo la noticia de que en Osaka se estaban agrupando una gran cantidad de rōnin —samuráis sin señor— por invitación de Hideyori.
Katsumoto propuso a Hideyori que Yodogimi fuera enviada a Edo como rehén con el afán de evitar las hostilidades, a lo que ella se negó rotundamente. Sospechoso de intentar traicionar al clan Toyotomi, Katsumoto dejó Osaka el 2 de noviembre y volvió al servicio del clan Tokugawa, con lo que se disolvió cualquier posibilidad de llegar a un acuerdo con el shogunato.

### Preparativos

#### Preparativos del shogunato Tokugawa
Para el día 10 de octubre Ieyasu había recibido el juramento de lealtad de 50 daimyos, y para el 21 de ese mismo mes se entrevistó en Sunpu con Ikeda Toshitaka, señor del castillo Himeji, a quien se le ordenó trasladarse al castillo Amagasaki con sus hombres para reforzar la guarnición. Con esto comenzó una campaña destinada a reforzar las posiciones de los daimyos cercanos a Osaka. El día 12 de noviembre Ieyasu dejó Sunpu para dirigirse a su cuartel general.
El día 14, Sakai fue el escenario de una escaramuza entre ambas facciones. Cuando Katagiri Katsumoto quiso reforzar el lugar para el bando del clan Tokugawa, se encontró con rōnin de Osaka.
Prácticamente para el 10 de diciembre todos los samuráis del ejército del shogunato habían arribado a la zona de Kioto, alojándose en la ciudad y sus alrededores. Ieyasu estableció su residencia en el castillo Nijō, mientras que su hijo Hidetada lo hizo en el castillo Fushimi. Entre el 15 y 18 de dicho mes, Ieyasu y Hidetada comenzaron el viaje hacia Osaka, tomando el camino más largo, pero menos arriesgado: vía Nara. Sus principales generales aseguraron los alrededores del castillo, e Ieyasu estableció su base de operaciones en Sumiyoshi, mientras que Hidetada lo hizo en Hirano.

#### Preparativos del Ejército de Osaka

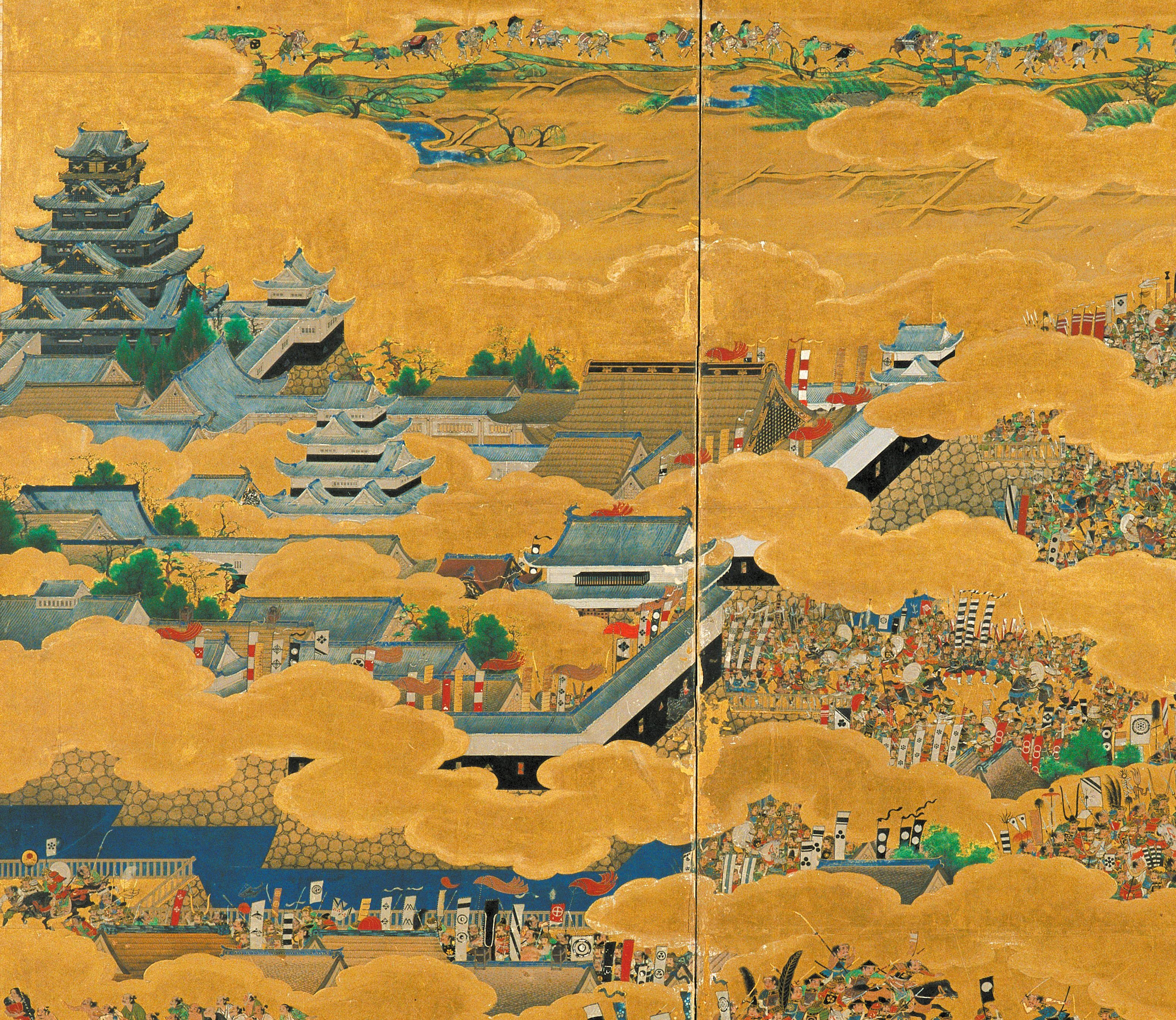
Representación del castillo de Osaka.

Durante el mes de octubre Hideyori decidió definitivamente prepararse para la guerra, por lo que hizo una invitación abierta a todos los rōnin —samuráis sin señor— (la mayoría de los cuales habían perdido sus dominios y propiedades después de haberse alistado en el bando perdedor durante la batalla de Sekigahara) a que se adhirieran a la defensa del castillo en contra del shogunato. En menos de un mes, la cantidad de rōnin dentro de la fortaleza era de más de 90 000, entre los que se encontraban Chōsokabe Morichika, Sanada Yukimura, Gotō Mototsugu y Akashi Morishige.
En ese momento el castillo de Osaka era el castillo japonés mejor fortificado del país, a pesar de lo cual Yukimura realizó una serie de trabajos en los alrededores de la fortaleza. Al oeste se encontraba el canal Ikutama, mientras que al este se encontraba el río Nekoma. Con ayuda de miles de rōnin comenzó a cavar, uniendo ambos cuerpos de agua y formando un nuevo foso, de poco más de 73 metros de ancho por casi 11 metros de profundidad. Además decidió construir una barbacana a la entrada de una de las puertas, llamada Hanchone, por lo que fue nombrada Sanada-maru en su honor.
Conforme el ejército del shogunato avanzó hacia ellos, se discutieron las dos opciones posibles para los defensores de Osaka: tomar una actitud ofensiva atacando las posiciones del enemigo para procurar detener su avance, o mantenerse a la defensiva dentro del castillo. Hideyori, a pesar de los consejos de Sanada Yukimura y de Gotō Mototsugu, decidió esperar al ejército enemigo dentro del castillo, permitiéndoles el paso libre prácticamente hasta los linderos de la fortaleza.

### La campaña de invierno

#### Toma de posiciones alrededor de Osaka

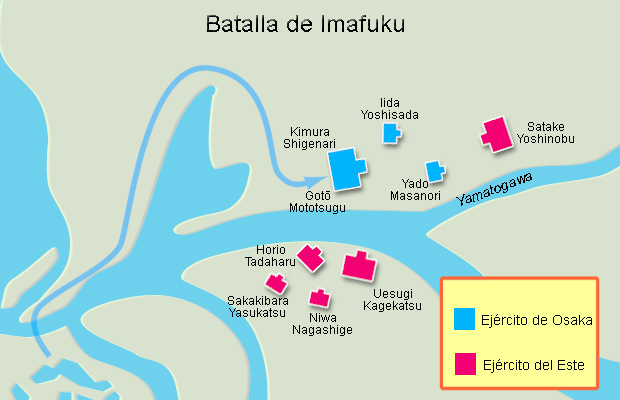
Disposición de las tropas durante la batalla de Imafuku.

El 19 de diciembre dio inicio la «campaña de Invierno» (大坂冬の陣 Ōsaka Fuyu no Jin?), cuando 3000 soldados del Ejército del Este, al mando de Hachisuka Yoshishige, atacaron una fortaleza ubicada en la desembocadura del río Kizu, defendida por 800 hombres bajo el mando de Akashi Morishige. Utilizando 40 botes, los hombres de Yoshishige cruzaron el río, incendiaron la fortaleza y aseguraron el sitio.
Durante los días siguientes los ataques del ejército del shogunato se dirigieron hacia el lado noreste de la fortaleza, y el 26 de diciembre Uesugi Kagekatsu, al mando de 5000 soldados, capturó una fortaleza que se encontraba en Shigeno, entre el río Hirano y el Yamato. Como resultado los defensores lanzaron un contraataque, por lo que Kagekatsu tuvo que ser auxiliado por Horio Tadaharu, Niwa Nagashige y Sakakibara Yasukatsu. Debido a los problemas que estaba enfrentando Kagekatsu, Ieyasu le ordenó que se retirara y descansara con sus hombres. Mientras esto sucedía, una división de 1500 hombres al mando de Satake Yoshinobu derrotó a las fuerzas de Osaka en la batalla de Imafuku, capturando tres fortalezas bajo el control de Yano Masanori e Iida Yoshisada, quienes contaban en conjunto con 600 soldados. A pesar de que Kimura Shigenari y Gotō Mototsugu quisieron contraatacar, al final del día ambas posiciones estaban aseguradas por el ejército del shogunato.
Tres días después, el 29 de diciembre, se llevaron a cabo dos últimas operaciones para asegurar el perímetro norte del castillo Osaka. En la primera, conocida como batalla de Bakuroguchi, Ishikawa Tadafusa al frente de 2300 soldados tomó la fortaleza que defendía esa posición. La segunda operación tuvo lugar más al norte: en la batalla de Noda-Fukushima la flota de Kuki Moritaka, del Ejército del Este, atacó y derrotó a la de Ōno Harunaga, de Osaka. Tras estas victorias todas las fortalezas alrededor del castillo de Osaka estaban ya bajo el control del Ejército del Este, por lo que comenzaron a tomar posiciones para asediar la ciudad, construyendo torres de vigilancia a distancias regulares y barreras de bambú. Tanto Ieyasu como Hidetada avanzaron sus cuarteles: el primero los estableció en el monte Chausu (Chausuyama) y el segundo en el monte Oka (Okayama), al este.

#### Sitio delSanada-maru

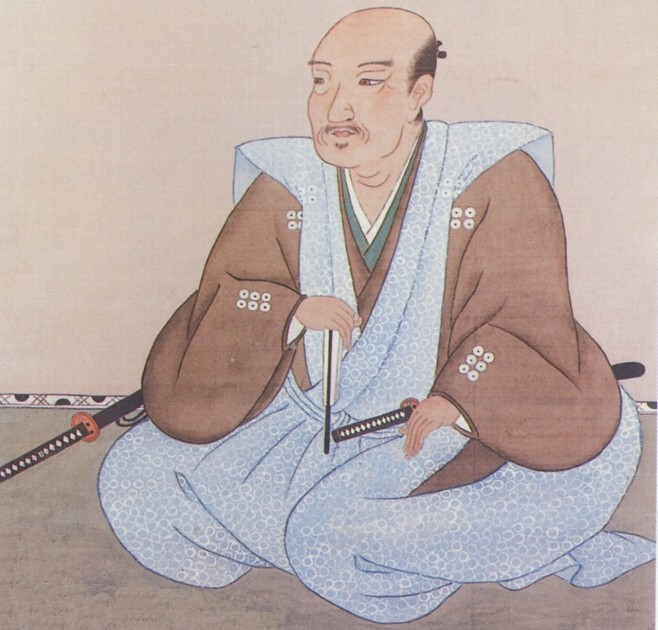
Representación de Sanada Yukimura.

Los días 3 y 4 de enero tuvo lugar el mayor enfrentamiento de la campaña de invierno, cuando las tropas del shogunato intentaron tomar el Sanada-maru y atacaron a sus defensores. Las tropas de Sanada Yukimura se encontraban en el monte Sasa (Sasayama), pero al enterarse de que el enemigo se acercaba, dejaron sus posiciones y regresaron al Sanada-maru. Maeda Toshitsune y sus hombres llegaron entonces al Sasayama, continuando algunos su avance hasta la barbacana de los defensores, que contaban con 7000 soldados en el lugar. Al intentar subir por los muros, los atacantes fueron repelidos por fuego de arcabuz, por lo que Matsudaira Tadanao e Ii Naotaka se sumaron al ataque del ejército del shogunato. Los 10 000 soldados del shogunato lograron por un momento entrar al castillo, pero fueron finalmente repelidos por las tropas de Kimura Shigenari. Al día siguiente, Tōdō Takatora atacó la guarnición que a las órdenes de Oda Nagayori, tataranieto de Oda Nobunaga, defendía la puerta Tanimachiguchi. Takatora logró entrar hasta la fortaleza, pero nuevamente los soldados del shogunato fueron repelidos, en esta ocasión por Chōsokabe Morichika.

#### Bombardeo del castillo de Osaka

Campaña de invierno. Disposición de las tropas para el 8 de enero de 1615.

Ieyasu, al darse cuenta de que el castillo no caería fácilmente y tras consultarlo con sus principales asesores, ordenó que se realizase un bombardeo limitado, el cual comenzó el 8 de enero. Por tres días consecutivos bombardeó la fortaleza a las 10 de la noche y al amanecer, al mismo tiempo que mineros hacían túneles bajo las murallas y se arrojaban flechas hacia el interior con mensajes en los que se solicitaba la rendición de los ocupantes. Para el día 15, al no tener respuesta de los asediados, comenzó un bombardeo incesante que tuvo un efecto principalmente psicológico al mermar la moral de los defensores, pues las bases de piedras de los castillos japoneses de la época eran invulnerables a la artillería de la época y la estructura del castillo permaneció prácticamente sin daños.
Al darse cuenta de que las defensas eran sumamente sólidas, Ieyasu intentó convencer a Sanada Yukimura de que cambiara de bando. Yukimura, quien sentía una fuerte antipatía por el Ōgosho, rechazó el soborno e hizo público el intento. Ieyasu sobornó entonces a otro capitán, un comandante llamado Nanjo Tadashige, pidiéndole que abriera los portones del castillo. El intento de traición fue descubierto y Nanjo decapitado, por lo que Ieyasu cambió su estrategia. Ieyasu ordenó a sus hombres que bombardearan deliberadamente los aposentos de Yodogimi, y cuando hubieron encontrado el rango, un cañón acertó su objetivo, matando a dos de sus sirvientas.
Durante la noche del 16, Ban Naotsugu, encargado de las defensas de una de las puertas del lado de poniente, realizó un ataque nocturno atacando a las tropas de Hachisuka Yoshishige y matando a varios enemigos antes de retirarse. El bombardeo continuó al día siguiente, aniversario luctuoso de Toyotomi Hideyoshi. Ieyasu pensó que en ese día Hideyori se encontraría en el templo dedicado a su padre que había dentro del castillo, por lo que ordenó que dispararan hacia el lugar. El proyectil por poco dio en la cabeza de Hideyori, impactando en uno de los pilares de los aposentos de Yodogimi, quien se aterrorizó y presionó a Hideyori para llegar a un arreglo con el shogunato.

### Negociaciones de paz

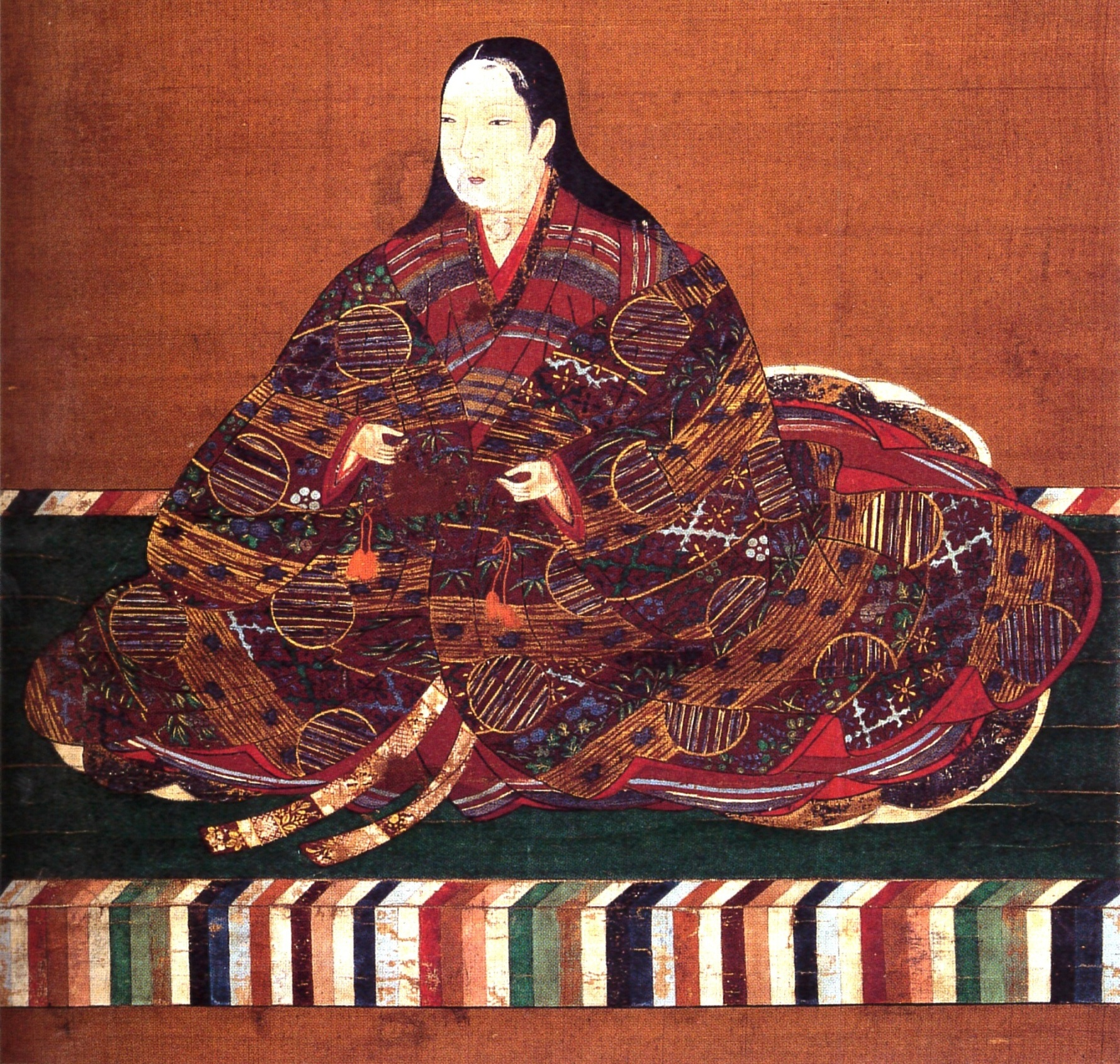
Yodogimi (淀君), también conocida como Cha-cha (茶々), jugó un papel importante durante las negociaciones de paz.

El 17 de enero Ieyasu envió a Honda Masazumi, acompañado por Ocha no tsubone, dama de compañía principal de Ieyasu, para que se entrevistara con Kyōgoku Tadataka, hijo de Jōkōin, hermana menor de Yodogimi. Durante la reunión Ocha no tsubone aseguró a Jōkōin que Ieyasu no tenía mala voluntad a Hideyori y que deseaba perdonarlo, pero Hidetada estaba obstinado en tomar el castillo, por lo que tenía a miles de mineros trabajando en túneles debajo de los fosos. Por su parte Honda aseguró que Ieyasu permitiría a Hideyori conservar Osaka como su feudo, pero en caso de que quisiera dejarlo le daría otro con mayores ingresos, además de que a todos sus capitanes y soldados se les daría libre tránsito al salir o que podrían quedarse dentro si así lo deseaban, pero que necesitaría algunos rehenes como muestra de buena voluntad.
Jōkōin transmitió los términos a Yodogimi, quien aterrorizada, solicitó a Ōno, Oda y los siete principales asesores de Hideyori que aceptaran las condiciones de la rendición. Ocha no tsubone y Honda se volvieron a entrevistar con Jōkōin, y le plantearon que la fosa exterior debía ser rellenada por los hombres de Ieyasu. Durante el día 21 Ōno y Oda entregaron a sus hijos como rehenes y Hideyori envió a Kimura a Chausayama para cerrar el acuerdo. Ieyasu expidió un documento, sellado con sangre de su dedo y firmado también por Hidetada, que decía:

Que los rōnin en el castillo no sean encontrados culpables; que los ingresos de Hideyori permanezcan igual que antes; que a Yodogimi no se le pida vivir en Edo; que si Hideyori elige dejar Ōsaka podrá escoger cualquier otra provincia como su feudo; que su persona sea inviolable.

El día 22 de enero Ieyasu recibió un solemne juramento de Hideyori y Yodogimi de que Hideyori no se rebelaría contra Ieyasu o Hidetada y que consultaría cualquier asunto directamente con él. Tanto Honda Tadamasa como Honda Masayuri fueron encomendados para desmantelar las defensas exteriores del castillo, por lo que los soldados del shogunato tiraron las murallas y rellenaron el foso exterior. Ōno reclamó indignado a los trabajadores que eso no había sido parte del arreglo, pero la respuesta que recibió fue que ellos sólo seguían las órdenes de Ieyasu. Ōno se dirigió entonces con Honda Masazumi, quien culpó a los trabajadores de haber malentendido sus instrucciones pues estos ya estaban incluso rellenando el foso interior. Aunque las labores se detuvieron momentáneamente, pronto los soldados del shogunato continuaron, por lo que Yodogimi envió a una de sus damas de honor y a Ōno a Kioto. Varios días después Ieyasu dio una esquiva respuesta oficial, donde aseguraba que dado que se había firmado una paz eterna, no eran necesarias las murallas.

### Preparativos para un nuevo enfrentamiento

#### Preparativos del shogunato
Ieyasu dejó Osaka y partió hacia Kioto el 24 de enero, reuniéndose con el emperador el 28, donde en una audiencia formal le informó que el conflicto bélico había llegado a su fin. Hidetada permaneció en el lugar para supervisar las labores de destrucción de las defensas, llegando a Edo el 13 de marzo. Para entonces llegó a la capital la noticia de que en Osaka nuevamente se estaban reuniendo rōnin. Dicha información llevó a Ieyasu a ordenar a Hideyori que dejara el feudo de Osaka.
Ieyasu salió de Shizuoka el 3 de mayo con rumbo a Nagoya, donde su noveno hijo contrajo nupcias el día 11 del mismo mes en el castillo de dicha ciudad. Al día siguiente se reunió con un traidor del bando de Osaka, Oda Yuraku, quien le informó que dentro del castillo existían varias facciones, que los consejos de guerra rara vez terminaban en algo concluyente y que Yodogimi generalmente intervenía en todos los asuntos. Posteriormente se dirigió al castillo Nijō, donde llegó el 17 de mayo y se reunió allí el 21 o 22 con Hidetada, quien arribó con las tropas listas para dirigirse a Osaka.

#### Preparativos del Ejército de Osaka

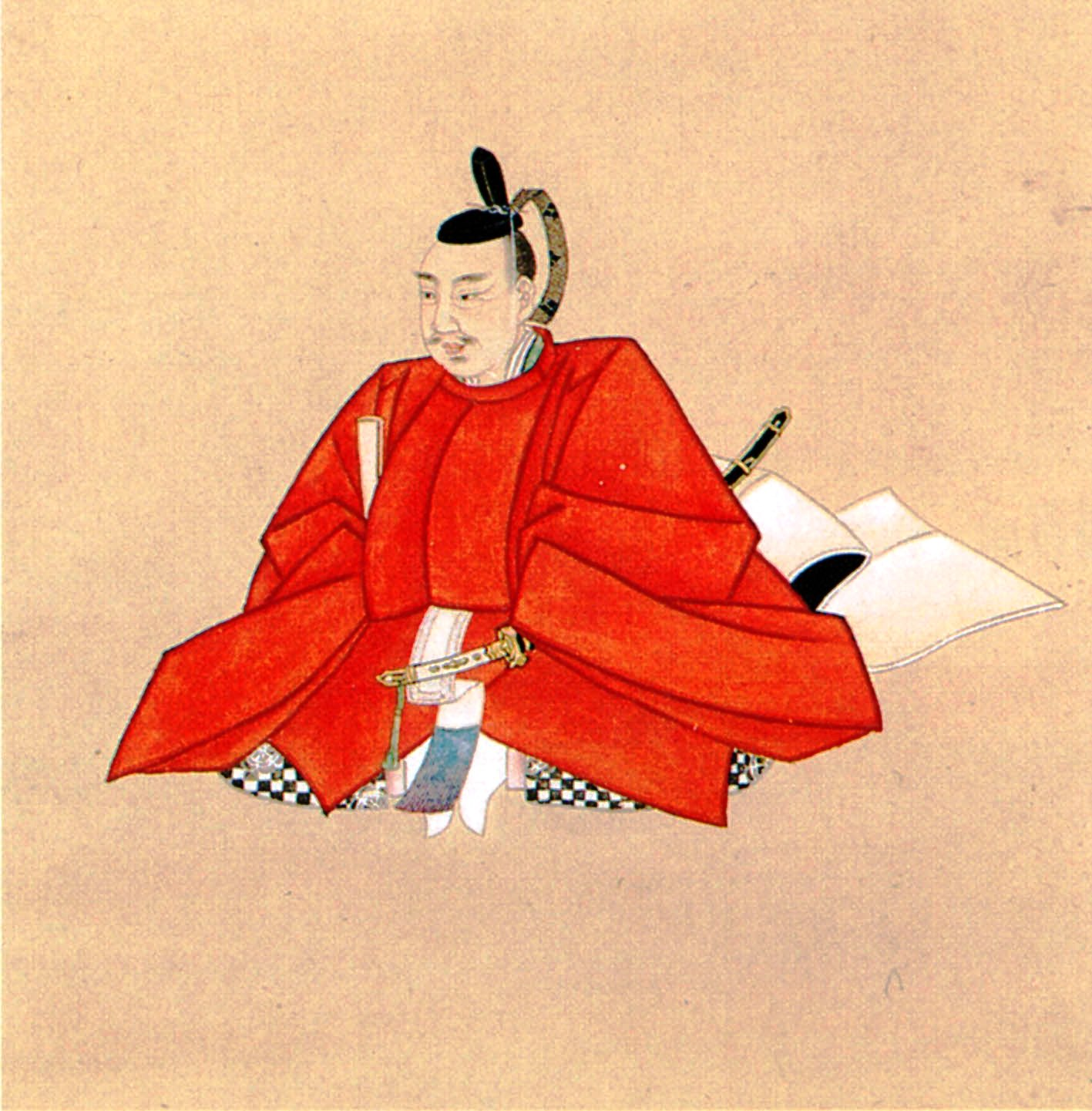
Furuta Shigenari, también conocido en Japón como Furuta Oribe, fue sentenciado a muerte y obligado a suicidarse por traicionar a Tokugawa.

Incluso desde el momento en que se estaba firmando la paz, en Osaka se había propuesto lanzar un ataque nocturno contra el campamento de los Tokugawa, aunque finalmente se decidió no hacerlo. Poco después Hideyori comenzó a recibir reportes de las verdaderas intenciones de Ieyasu, por lo que se comenzaron los trabajos de excavar de nuevo los fosos y volver a convocar rōnin a la fortaleza.
Hideyori y sus principales generales acordaron que a diferencia de la primera campaña, en esta ocasión convendría tomar la ofensiva. Asimismo, se dispuso asegurar las zonas aledañas a Osaka y tomar Kioto para controlar al emperador, de modo que este declarara a Ieyasu como rebelde al trono Imperial. Ante los rumores de lo que planeaba el Ejército de Osaka, la población de Kioto comenzó a huir de la ciudad, e incluso un comandante del shogunato, Furuta Shigenari, fue sentenciado a muerte por ser sospechoso de formar parte de un complot para incendiar Kioto y aprehender al emperador.

### La campaña de verano

#### Batalla de Kashii

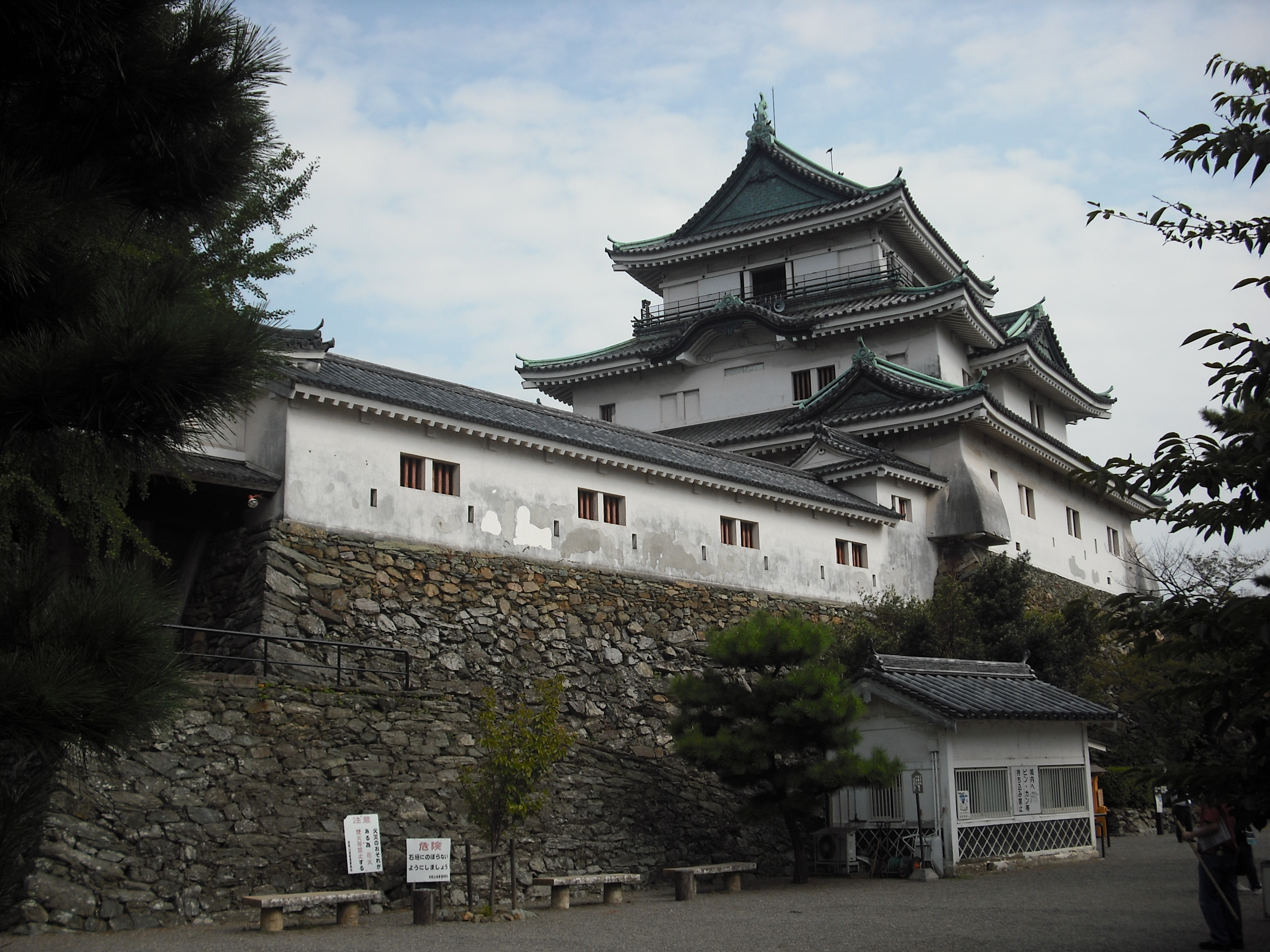
A finales de mayo de 1615 las tropas del Ejército de Osaka intentaron tomar el castillo Wakayama, pero fueron repelidas.

El día 23 de mayo los generales de Osaka salieron del castillo con la idea de llevar a cabo la ofensiva acordada, dando inicio a lo que se conoce como «campaña de verano» (大坂夏の陣 Ōsaka Natsu no Jin?). El primero en tomar la iniciativa fue Ōno Harufusa quien, acompañado de Gotō Mototsugu y al mando de 2000 soldados, atacó el castillo Koriyama, custodiado por Tsutsui Masatsugu. Los defensores lograron repeler el ataque, por lo que Harufusa regresó a Osaka, incendiando los poblados de Kamida y Horyoji.
Al día siguiente Harufusa se dirigió hacia Sakai, donde incendió el poblado con sus 3000 soldados. Posteriormente se dirigió al castillo Wakayama, custodiado por Koide Yoshihide y donde Asano Nagaakira alistaba un ejército de 5000 hombres. El 26 de mayo, en la batalla de Kashii, Harafusa resultó derrotado y debió replegarse a Osaka. Durante el combate fue muerto Ban Naotsugu por el Ejército de Osaka.

#### Batalla de Dōmyōji
El 2 de junio Ieyasu y Hidetada salieron de Kioto con rumbo a Osaka, tomando un camino largo por el sur al mando de 121 000 soldados y pasando la noche en Hoshida. Otra parte del ejército, compuesto de 38 000 soldados bajo el mando de Date Masamune, salió al mismo tiempo, pero tomaron un camino más corto y sin descansar.
Gotō Mototsugu, al mando de 2800 samuráis y actuando como vanguardia, salió el 3 de junio con el objetivo de asegurar la cima del monte Komatsu (Komatsuyama), lugar hacia donde se dirigían las tropas del shogunato y desde donde podrían atacarlas. Antes de llegar al lugar envió exploradores, mismos que le informaron que el ejército del shogunato ya había llegado hasta un pasaje cercano y algunos destacamentos ya estaban subiendo al Komatsuyama. Conforme iba amaneciendo, una densa niebla cubrió el paisaje y Mototsugu ordenó atacar a las tropas que se encontraban ya en la cima. Al principio tuvieron éxito cuando las tropas enemigas al mando de Honda Tadamasa y Matsudaira Tadaaki iniciaron un repliegue, pero Mototsugu fue herido de un disparo y cometió seppuku.
El ejército principal de Osaka, al mando de Sanada Yukimura, se encontraba cerca, pero debido a la niebla no pudo llegar a tiempo para auxiliar a Mototsugu. Cuando la niebla se disipó, el ejército Tokugawa, comandado por Date Masamune, se lanzó contra los hombres de Yukimura, luchando en un lugar conocido como Dōmyōji, famoso por los túmulos funerarios (llamados en japonés kofun) y cerca de la tumba del emperador Ōjin. Durante el combate murió un comandante del Ejército de Osaka, Susukida Kanesuke, por lo que Yukimura ordenó la retirada hacia el castillo. A pesar de la insistencia con que se le solicitó a Matsudaira Tadateru, sexto hijo de Ieyasu, que persiguiera a Yukimura, éste se negó rotundamente a hacerlo.

#### Batallas de Yao y Wakae

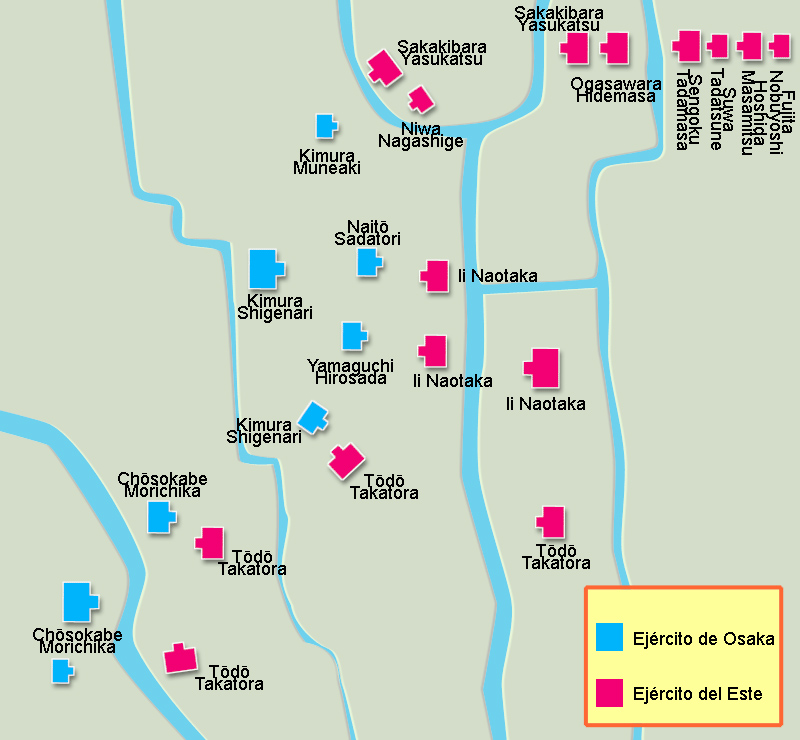
Batalla de Yao y Wakae.

El mismo día, Chōsokabe Morichika, al mando de 5300 hombres, y Tōdō Takatora, al mando de 5000, se enfrentaron cerca del poblado de Yao, a unos 8 kilómetros al norte de Dōmyōji. A pesar de que en dicho enfrentamiento no hubo un claro vencedor, Takatora perdió a sus dos hijos durante el combate: Takanori y Ujikatsu.
Mientras Morichika luchaba en Yao, en un poblado cercano llamado Wakae, Kimura Shigenari, Saitō Sadatori y Yamaguchi Hirosada se enfrentaron a Ii Naotaka y sus «demonios rojos». Los hombres de Kimura Shigenari pronto se vieron superados por las tropas del shogunato y emprendieron la huida. Durante la retirada Shigenari fue muerto y su cabeza cortada, misma que se le presentó a Ieyasu como trofeo de guerra. El hermano de Shigenari, Muneaki, logró escapar con tan solo 300 soldados, pero al norte del poblado de Yoshida se encontró con el ejército principal del shogunato y Niwa Nagashige, al mando de la vanguardia, logró vencerlos fácilmente.

#### Batalla de Tennōji

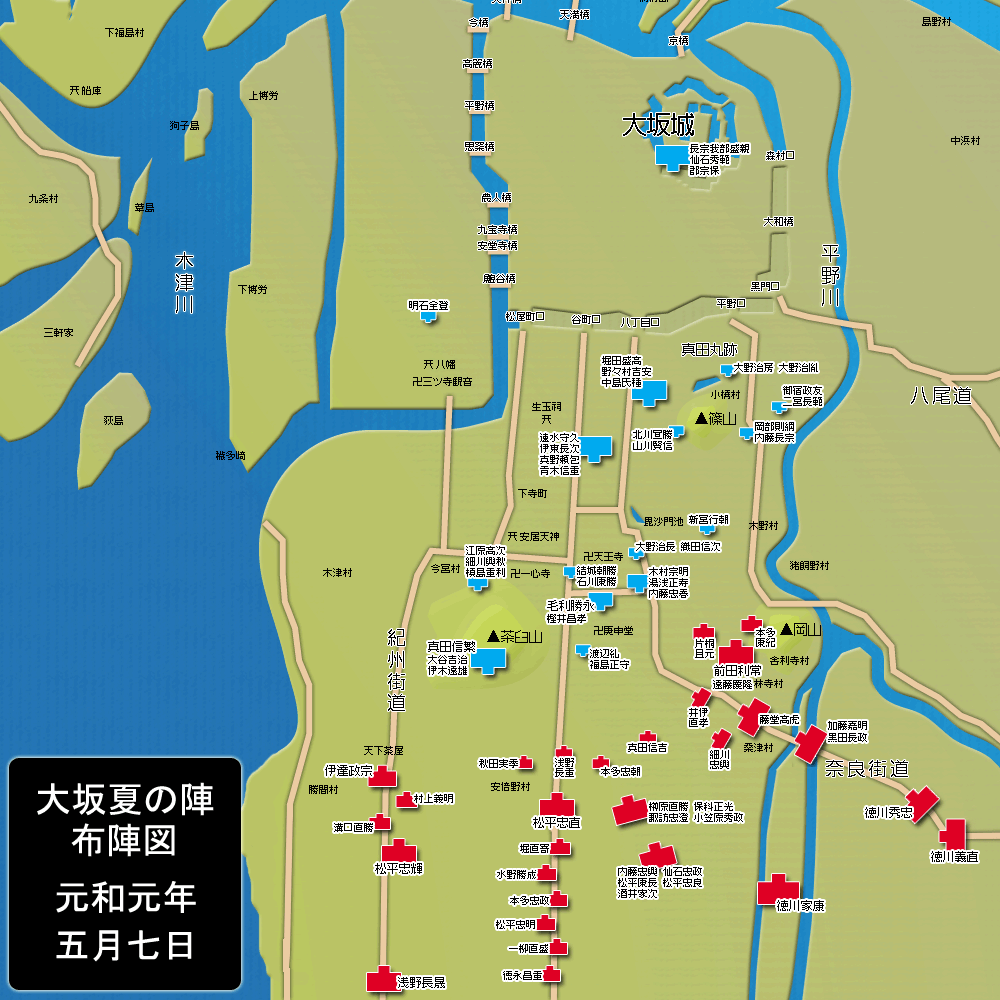
Arreglo de las tropas antes de la batalla de Tennōji.

Durante la noche del día 3 en Osaka se llevó a cabo un consejo de guerra que decidió hacer frente a las tropas del shogunato a campo abierto al sur de la fortaleza, entre el río Hirano y el mar, para evitar el sitio del castillo. El plan consistía en una operación «martillo y yunke», en el que Sanada Yukimura y Ōno Harunaga harían un ataque frontal al cuerpo principal del ejército del shogunato, resistiendo hasta que Akashi Morishige atacara por la retaguardia. Cuando todas las tropas de Ieyasu hubieran entrado en combate, Hideyori saldría de la fortaleza con la guarnición, portando el estandarte de las «mil calabazas» de su padre. En el otro bando, Ieyasu le sugirió a Hidetada tomar las mismas posiciones de la campaña pasada, los montes Chausu y Oka.
Cuando el ejército del shogunato llegó al Chausuyama, las tropas de Sanada Yukimura ya estaban en el lugar, por lo que ambos bandos se dispusieron a formar sus tropas para la batalla. Los rōnin del bando de Osaka, impacientes, abrieron fuego contra las tropas enemigas, dando inicio al combate alrededor del mediodía. A pesar de que tanto Mōri Katsunaga como Yukimura quisieron detener a sus soldados, estos incluso redoblaron esfuerzos, por lo que Katsunaga ordenó que todos los hombres atacaran. La vanguardia del shogunato comenzó a retirarse ante el intempestuoso ataque, al mismo tiempo que Yukimura decidió descender del monte, atacando las tropas de Matsudaira Tadanao. Mientras hacía esto, envió a su hijo Daisuke a pedirle a Hideyori que adelantara su movimiento e hiciera su aparición en el campo de batalla. Asano Nagaakira, esperando sorprender por uno de los flancos a Yukimura, ordenó que sus tropas rodearan el área, y ante esta extraña estrategia las tropas aliadas temieron que se tratara de una traición causando pánico en las tropas de Ieyasu, quien personalmente tuvo que ir hasta el lugar donde se encontraban las tropas de Nagaakira para calmar a sus hombres. Yukimura y Katsunaga lograron llegar hasta el lugar, donde por un instante Ieyasu y Yukimura se enfrentaron personalmente. Pocos minutos después se difundió la noticia de que Yukimura, exhausto por el combate, había sido asesinado, lo que desalentó grandemente a las tropas de Osaka. Ii Naomasa y Tōdō Takatora lograron hacer retroceder a las tropas enemigas, quienes se batieron en retirada ante la entrada al combate de las tropas de Date Masamune.
Mientras esto ocurría, Hidetada, en camino al Okayama, se encontró con las tropas de Ōno Harunaga. Ii Naomasa y Tōdō Takatora llegaron hasta el lugar para auxiliarlo, logrando que las tropas de Osaka se retiraran después de una feroz batalla. Hideyori salió del castillo, pero para entonces ya era demasiado tarde, pues las tropas restantes huían ante el ejército del Este, que estaba ya próximo a la fortaleza. Alrededor de las 4 de la tarde el ejército enemigo se encontraba ya en el foso exterior, e Ieyasu ordenó que los cañones dispararan contra el castillo, por lo que los habitantes del jōkamachi (城下町?   lit. «pueblo bajo castillo») comenzaron a huir hacia el oeste. Hideyori y su madre se refugiaron en una bodega a prueba de fuego; gran parte del castillo se encontraba en llamas. Desde aquí Ōno Harunaga envió a la esposa de Hideyori, Senhime, con su padre Hidetada para que fuera perdonada, además de que llevaba la consigna de suplicar por la vida de su esposo y su suegra.
A la mañana siguiente, al no tener noticias favorables, Hideyori cometió seppuku, mientras que Yodogimi fue muerta por uno de sus vasallos.

Representación de la campaña de verano exhibida en el Museo del Castillo Osaka.

### Consecuencias

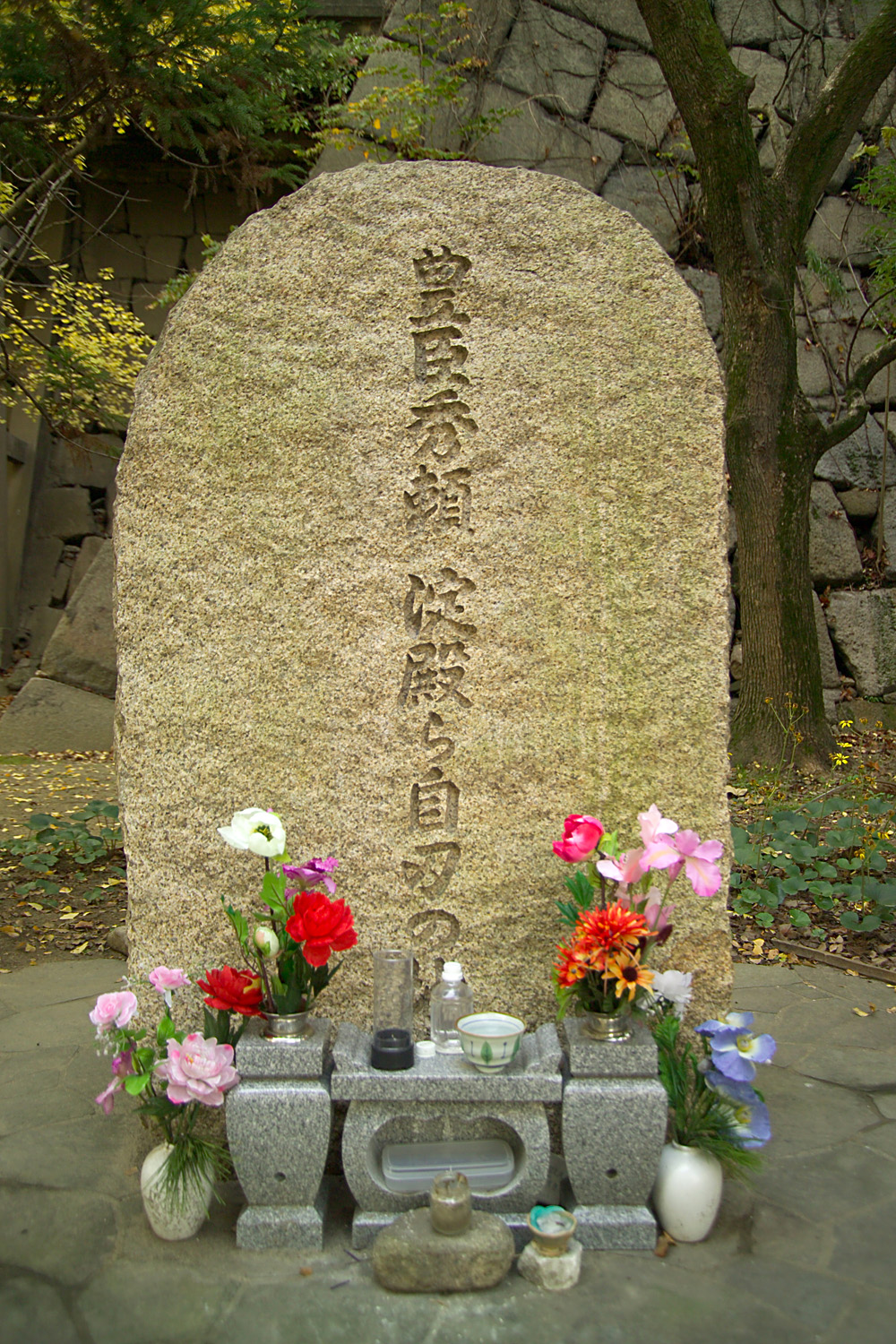
Cenotafio que marca el lugar donde Hideyori y Yodogimi fallecieron.

Para el final de la batalla la mayoría de los generales de Hideyori habían muerto y los soldados cometido seppuku o huido, a excepción de Chōsokabe Morichika, quien fue capturado y decapitado junto con los samuráis y rōnin del bando de Osaka que fueron encontrados. Ieyasu ordenó que sus cabezas fueran exhibidas en tablones colocados entre Kioto y Fushimi. Otro que fue decapitado fue el hijo de Hideyori, Kunimatsu, de ocho años de edad, con lo que el clan Toyotomi llegó a su fin. Según recuentos de misioneros jesuitas que estuvieron presentes en Japón, 100 000 hombres perdieron la vida en ambos bandos durante el conflicto.
A finales del mes de julio Ieyasu regresó a Suruga, convenciendo al emperador de que la era cambiara de Keichō a Genna; además, ordenó la reconstrucción inmediata de Sakai y Osaka. Matsudaira Tadaakira, nieto de Ieyasu, recibió instrucciones de trasladarse al feudo de Osaka, valuado en 100 000 kokus, donde comenzó las labores de reconstrucción así como la reubicación de los templos. Sin embargo, en 1619 Hidetada ordenó que Tadaakira se trasladara a la provincia de Yamato y ordenó que Osaka fuera entonces administrado directamente por el shogunato. Por ello la ciudad pasó a ser gobernada por el Ōsaka jōdai (大坂城代?), siendo Naitō Nobumasa el primer guardián del castillo tras esta reforma. Al año siguiente el tenshu kaku (天守閣?), o torre del homenaje, fue reconstruido, y se levantaron nuevas murallas, las cuales se conservan hasta el día de hoy.
Después de terminado el conflicto, el shogunato anunció nuevas leyes, incluidas el ikkoku ichijō (一国一城?   lit. «una provincia, un castillo»), que establecía que una provincia solo podía alojar un castillo, y el bukeshohatto (武家諸法度?), documento que buscaba regular la actividad marcial en el país, exaltando la lealtad y la virtud. Gracias a dichas proclamas, cientos de castillos y fortificaciones menores fueron destruidas ese año en todo el país, permaneciendo sólo 170. Desde entonces los castillos se convirtieron exclusivamente en centros administrativos desde los cuales los daimyos gobernaban sus provincias.
Poco menos de un año después de terminar el conflicto, el 1 de junio de 1616, falleció Ieyasu, aunque las bases que sentó hicieron que el shogunato Tokugawa continuara gobernando el país por más de 250 años.

## Orden de batalla

### Campaña de invierno
En el bando del shogunato el ejército estaba conformado por los daimyos y los soldados que tenían bajo sus órdenes, siendo Maeda Toshitsune el que más soldados aportó, puesto que era en ese momento el de mejores ingresos en el país. Por el bando de Osaka, los comandantes fueron puestos al frente de diversos rōnin que se integraron a sus filas. A continuación se enlista los comandantes de ambos ejércitos que participaron durante la Campaña de invierno, aunque no se registran comandantes con menos de 60 soldados bajo sus órdenes.
| Fuerzas del Ejército del Este | Fuerzas del Ejército del Este  |                            | Fuerzas de Osaka         | Fuerzas de Osaka |
| ----------------------------- | ------------------------------ | -------------------------- | ------------------------ | ---------------- |
| Comandantes                   | Soldados                       | Comandantes                | Soldados                 |                  |
| Tokugawa Ieyasu               | 30 000                         | Toyotomi Hideyori          | 3080                     |                  |
| Tokugawa Hidetada             | 20 000                         | Inagi Norikazu             | (con Hideyori)           |                  |
| Maeda Toshitsune              | 12 000                         | Asai Nagafusa              | 3000                     |                  |
| Matsukura Shigemasa           | 200                            | Miura Yoshitsugu           | (con Shigemasa)          |                  |
| Sakakibara Yasukatsu          | 300                            | Oda Nagayori               | 1300                     |                  |
| Kuwayama Kazunao              | 600                            | Yuasa Masahisa             | 2000                     |                  |
| Furuta Shigeharu              | 1000                           | Chōsokabe Morichika        | 5000                     |                  |
| Wakizaka Yasumoto             | 500                            | Gotō Mototsugu             | 3000                     |                  |
| Terazawa Hirotaka             | 500                            | Aoki Nobushige             | 1000                     |                  |
| Ii Naotaka                    | 4000                           | Watanabe Tadasu            | 500                      |                  |
| Matsudaira Tadanao            | 10 000                         | Makishima Shigetoshi       | 1500                     |                  |
| Tōdō Takatora                 | 4000                           | Najima Tadamune            | 1300                     |                  |
| Date Masamune                 | 10 000                         | Mōri Katsunaga             | 5000                     |                  |
| Date Hidemune                 | (incluidos con Masamune)       | Hayami Morihisa            | 4000                     |                  |
| Mōri Hidenari                 | 10 000                         | Hotta Masataka             | 3000                     |                  |
| Tokunaga Masashige            | (incluidos con Mōri Hidenari)  | Ikoma Masazumi             | 800                      |                  |
| Fukushima Masakatsu           | (incluidos con Mōri Hidenari)  | Ōno Harunaga               | 1300 (+ 5000 en reserva) |                  |
| Asano Nagaakira               | 7000                           | Ōno Harufusa               | 5000                     |                  |
| Togawa Michiyasu              | 7000                           | Sanada Yukimura            | 5000                     |                  |
| Yamauchi Tadayoshi            | 5000                           | Nanbu Nobutsura            | 1500                     |                  |
| Matsudaira Tadaaki            | 5000                           | Nogamura Yoshiyasu         | 1200                     |                  |
| Hachisuka Yoshishige          | 5000                           | Sanada Daisuke             | (con Yukimura)           |                  |
| Ikeda Tadakatsu               | 5000                           | vasallos del clan Toyotomi | 3000                     |                  |
| Inaba Norimichi               | 1200                           | Toda Tameshige             | (con Morishige)          |                  |
| Nabeshima Katsushige          | 7000                           | Sengoku Munenori           | (con Morishige)          |                  |
| Ishikawa Tadafusa             | 300                            | Akashi Morishige           | 2000                     |                  |
| Ikeda Tadatsugu               | 8800                           | Ishikawa Sadanori          | (con Katanobu)           |                  |
| Mōri Tadamasa                 | 800                            | Yamakawa Katanobu          | 4000                     |                  |
| Arima Naozumi                 | 600                            | Kimura Shigenari           | 8000                     |                  |
| Tachibana Muneshige           | 300                            | Kori Yoshitsura            | (con Morichika)          |                  |
| Wakebe Mitsunobu              | (con Tachibana)                | Nakajima Ujitane           | 2000                     |                  |
| Honda Tadamasa                | 3000                           | Naitō Tadatoyo             | 2000                     |                  |
| Arima Toyōji                  | 800                            | Inoue Tokitoshi            | 3300                     |                  |
| Ikeda Toshitaka               | 8000                           | Kitagawa Nobukatsu         | (con Tokitoshi)          |                  |
| Nakagawa Hisashige            | 600                            | Sano Yorizutsu             | 1000                     |                  |
| Katō Akinari                  | 600                            | Kurokawa Sadatane          | 300                      |                  |
| Matsudaira Yasushige          | 1500                           | Akaza Naonori              | 300                      |                  |
| Okabe Nagamori                | (con Yasushige)                | Takamatsu Naisho           | 1300                     |                  |
| Nose Katsukiyo                | (con Nagukatsu)                | Kawasaki Izumi             | (con Naisho)             |                  |
| Seki Katzumasa                | (con Nagukatsu)                | Ito Nagatsugu              | 3000                     |                  |
| Takenaka Shigekado            | (con Nagukatsu)                | Ban Naotsugu               | 150                      |                  |
| Bessho Yoshiharu              | (con Nagukatsu)                | Akashi Teruzumi            | 2000                     |                  |
| Ichihashi Nagukatsu           | 1700                           | Susukida Kanesuke          | 700 (en Bakuroguchi)     |                  |
| Hasegawa Moritomo             | (con Masamori)                 | Yano Masanori              | 300 (en Imafuku)         |                  |
| Honda Yasunori                | (con Masamori +300 en Imafuku) |                            |                          |                  |
| Miyagi Toyomori               | (con Masamori)                 |                            |                          |                  |
| Makita Yasusada               | (con Masamori)                 |                            |                          |                  |
| Katagiri Katsumoto            | (con Masamori)                 |                            |                          |                  |
| Katagiri Sadamasa             | (con Masamori)                 |                            |                          |                  |
| Ishikawa Sadamasa             | (con Masamori)                 |                            |                          |                  |
| Kinoshita Nobutoshi           | (con Masamori)                 |                            |                          |                  |
| Hanabusa Masanari             | (con Masamori)                 |                            |                          |                  |
| Hanabusa Masamori             | 2000                           |                            |                          |                  |
| Asano Nagashige               | 200                            |                            |                          |                  |
| Sanada Nobuyoshi              | 700                            |                            |                          |                  |
| Sanada Nobumasa               | (con Nobushige)                |                            |                          |                  |
| Satake Yoshinobu              | 1500                           |                            |                          |                  |
| Honda Tadatomo                | 300                            |                            |                          |                  |
| Uesugi Kagekatsu              | 5000                           |                            |                          |                  |
| Niwa Nagashige                | 200                            |                            |                          |                  |
| Horio Tadaharu                | 800                            |                            |                          |                  |
| Toda Ujinobu                  | 1000                           |                            |                          |                  |
| Makino Tadanari               | 500                            |                            |                          |                  |
| Akita Sanesue                 | 700                            |                            |                          |                  |
| Honda Yasutoshi               | 300                            |                            |                          |                  |
| Uemura Yasukatsu              | 300                            |                            |                          |                  |
| Koide Yoshichika              | 300                            |                            |                          |                  |
| Matsushita Shigetsuna         | 200                            |                            |                          |                  |
| Sengoku Tadamasa              | 300                            |                            |                          |                  |
| Sakai Ietsugu                 | 1200                           |                            |                          |                  |
| Mizutani Katsutaka            | 500                            |                            |                          |                  |
| Koide Yoshifusa               | 500                            |                            |                          |                  |
| Nanbu Toshinao                | 3000                           |                            |                          |                  |
| Kuki Moritaka                 | 800                            |                            |                          |                  |
| Mukai Tadakatsu               | (con Moritaka)                 |                            |                          |                  |
| Hanabusa Motoyuki             | (con Moritaka)                 |                            |                          |                  |
| Total                         | 192 900                        |                            | 86 830                   |                  |

### Campaña de verano
El ejército del shogunato nuevamente estuvo conformado por los distintos daimyos y sus solados bajo su mando. De acuerdo al escritor británico Stephen Turnbull, el mejor cálculo de las tropas está entre los 150 000 y 160 000 soldados.
En cuanto al bando de Osaka, el ejército estuvo integrado por los rōnin que acudieron al castillo a defenderlo. Turnbull asegura que la cifra debió de haber sido de entre 60 000 y 120 000 soldados.
| Fuerzas del Ejército del Este | Fuerzas del Ejército del Este |                      | Fuerzas de Osaka | Fuerzas de Osaka |
| ----------------------------- | ----------------------------- | -------------------- | ---------------- | ---------------- |
| Comandantes                   | Soldados                      | Comandantes          | Soldados         |                  |
| Tokugawa Ieyasu               | 30 000                        | Toyotomi Hideyori    | 3080             |                  |
| Tokugawa Hidetada             | 20 000                        | Sanada Yukimura      | 3500             |                  |
| Tokugawa Yoshinao             | (con Hidetada)                | Kimura Shigenari     | 4700             |                  |
| Tokugawa Yorinubo             | (con Hidetada)                | Kimura Muneaki       | (con Shigenari)  |                  |
| Maeda Toshitsune              | 15 000                        | Yamaguchi Hirosada   | 500              |                  |
| Katagiri Katsumoto            | 1000                          | Naitō Sadatori       | 500              |                  |
| Hosokawa Taadaoki             | 3500                          | Miura Muneaki        | 300              |                  |
| Sanada Nobuyoshi              | 2300                          | Chōsokabe Morichika  | 5000             |                  |
| Honda Tadatomo                | 1000                          | Mashita Moritsugu    | 300              |                  |
| Asano Nagashige               | 1000                          | Gotō Mototsugu       | 2800             |                  |
| Akita Sansue                  | 1000                          | Susukida Kanesuke    | 400              |                  |
| Ogasawara Hidemasa            | 1600                          | Inoue Tokitori       | 300              |                  |
| Hoshina Masamitsu             | 600                           | Akashi Morishige     | 2000             |                  |
| Sakakibara Yasukatsu          | 2000                          | Akashi Teruzumi      | 2000             |                  |
| Suwa Tadazumi                 | 540                           | Asai Nagafusa        | 3000             |                  |
| Sengoku Tadamasa              | 1000                          | Yamaguchi Hirosada   | 500              |                  |
| Sakai Ietsugu                 | 1000                          | Mori Katsunaga       | 4000             |                  |
| Matsudaira Yasunaga           | 600                           | Yamagawa Katanobu    | 300              |                  |
| Naitō Tadaoki                 | 600                           | Kitagawa Nobukatsu   | 300              |                  |
| Matsudaira Tadanao            | 10 000                        | Yamamoto Kimio       | 200              |                  |
| Mizuno Katsushige             | 600                           | Makishima Shigetoshi | 200              |                  |
| Honda Tadamasa                | 2000                          | Miyata Tokisada      | 2000             |                  |
| Matsudaira Tadaaki            | 1000                          | Ōno Harafusa         | 4000             |                  |
| Hitotsuyanagi Naomori         | 1000                          | Ōno Harunaga         | 5000             |                  |
| Tokunaga Masashige            | 1200                          | Nagaoka Masachika    | 300              |                  |
| Date Masamune                 | 10 000                        | Ōtani Yoshihisa      | 2000             |                  |
| Murakami Yoshiaki             | 1800                          | Fukushima Sadauji    | 2500             |                  |
| Tokugawa Tadateru             | 9000                          | Watanabe Tadasu      | 500              |                  |
| Mizoguchi Nobukatsu           | 1000                          | Ogura Yukiharu       | 300              |                  |
| Asano Nagaakira               | 5000                          |                      |                  |                  |
| Ikeda Tadatsugu               | 8800                          |                      |                  |                  |
| Kyogoku Tadataka              | 2000                          |                      |                  |                  |
| Kyogoku Tadatomo              | 2000                          |                      |                  |                  |
| Ishikawa Tadafusa             | 2300                          |                      |                  |                  |
| Tōdō Takatora                 | 5000                          |                      |                  |                  |
| Ii Naotaka                    | 3200                          |                      |                  |                  |
| Hori Naoyori                  | 600                           |                      |                  |                  |
| Furuta Shigeharu              | 1000                          |                      |                  |                  |
| Mizoguchi Nobukatsu           | 1000                          |                      |                  |                  |
| Matsushita Shigetsuna         | 200                           |                      |                  |                  |
| Matsukura Shigemasa           | 200                           |                      |                  |                  |
| Okuda Tadatsugu               | 60                            |                      |                  |                  |
| Niwa Ojinobu                  | 200                           |                      |                  |                  |
| Total                         | 151 000                       |                      | 50 480           |                  |

## Armas

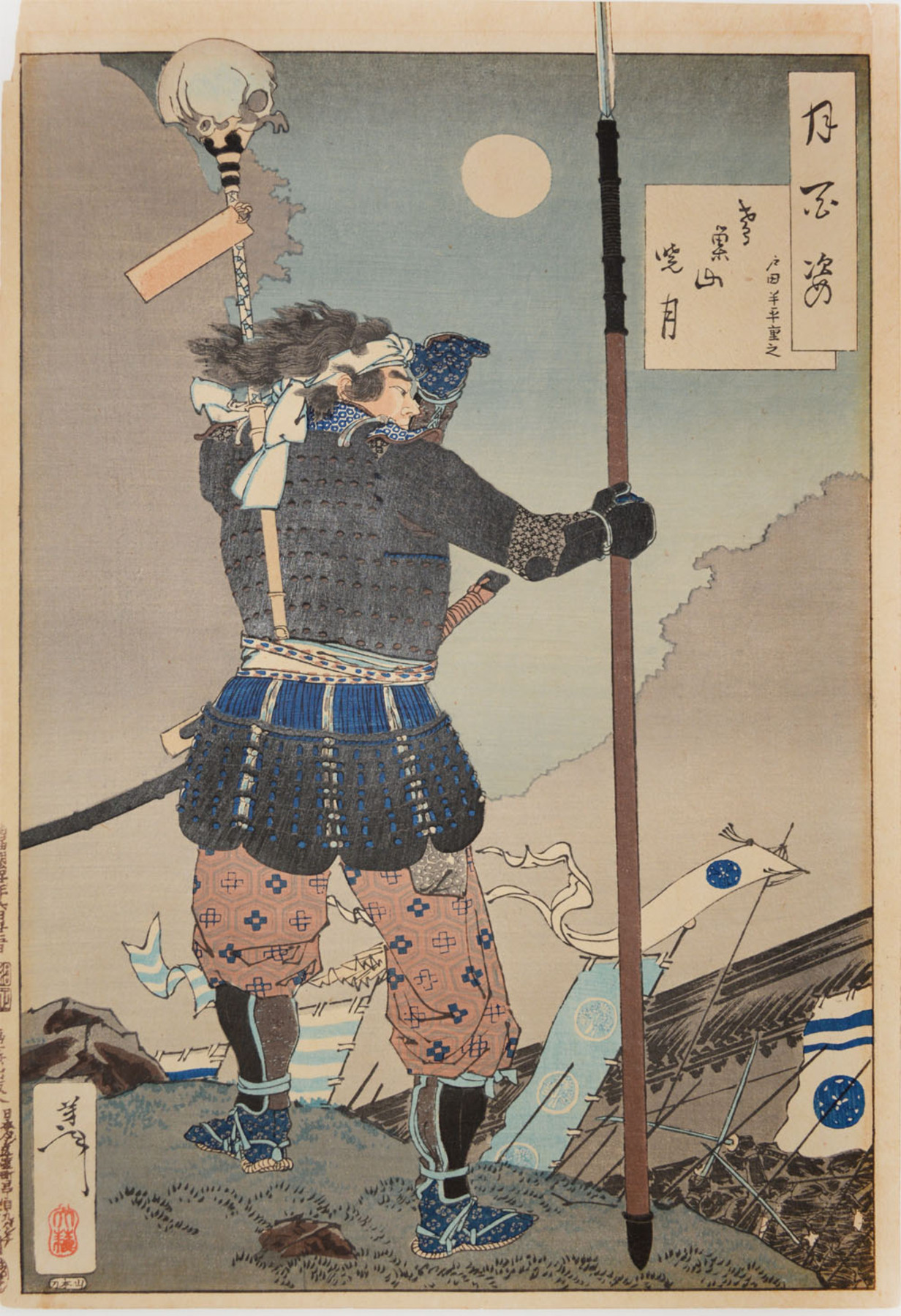
Ukiyo-e de un samurái portando un yari, una especie de lanza japonesa.

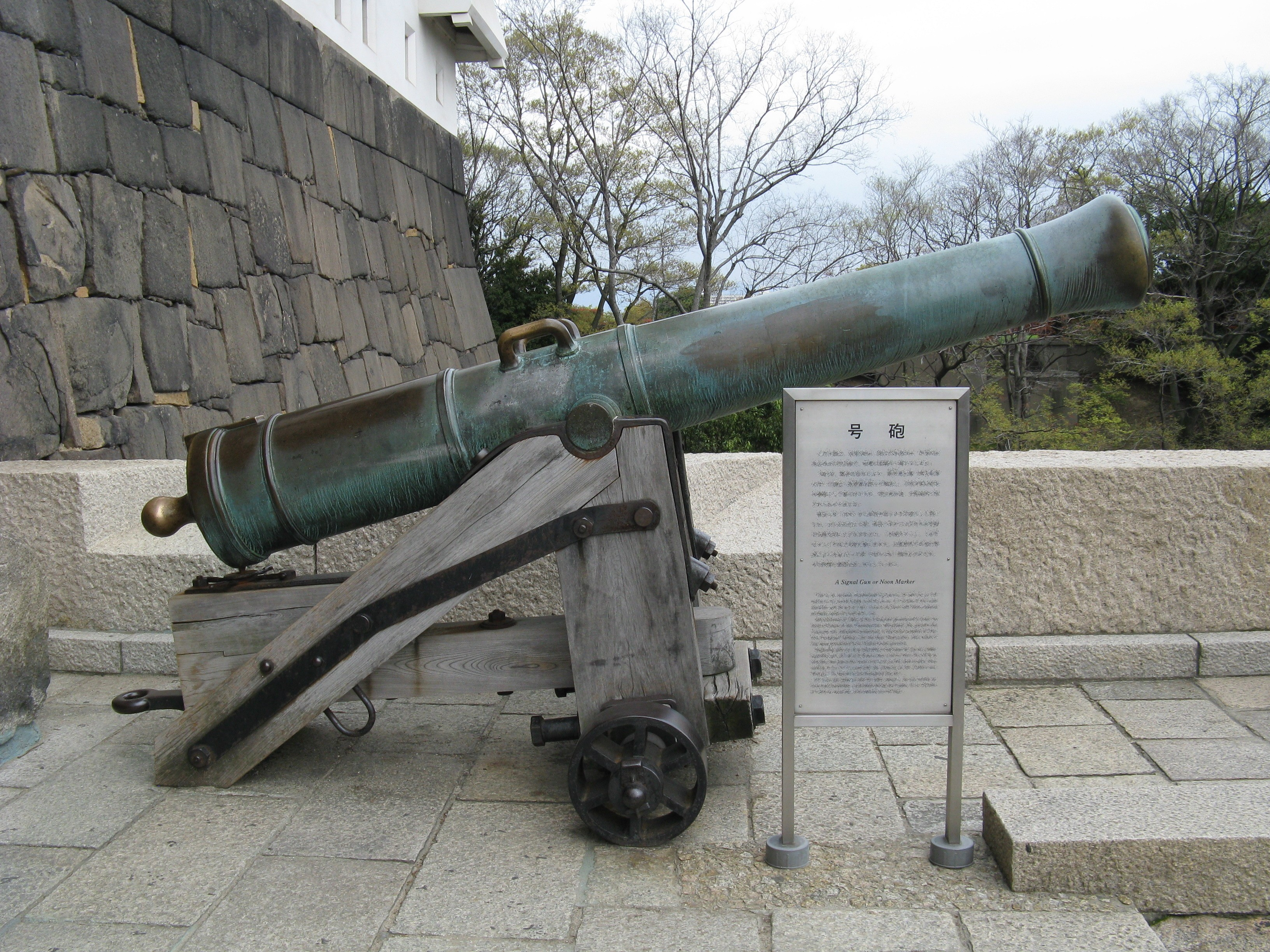
Cañón en exhibición en el castillo Osaka.

Aunque tradicionalmente la figura del guerrero samurái estaba más identificada con la de un guerrero a caballo armado con un arco (llamado yumi), para estas alturas de la historia de Japón su principal arma, tanto a caballo como a pie, era el yari, una especia de lanza con bordes sumamente afilados, ideal para acuchillar a los enemigos. Otra de las armas principales de los samuráis era la famosa katana, la cual era acompañada por una de tamaño más corto, llamada wakizashi. Además, debido a que el conflicto en general no se desarrolló en campo abierto, la lucha a pie tuvo un papel importante. Esto se ve reflejado en la pintura que se encuentra en el Museo del Castillo Osaka, donde aparecen 5071 personas, pero solo 348 caballos.
Las armas de fuego llegaron a Japón en 1510, año en que el daimyō de Odawara compró una pistola procedente de China. Su uso se expandió por el país y en 1543 comerciantes portugueses arribaron a Japón buscando intercambios comerciales, y entre la mercancía que llevaban estaban arcabuces europeos. Pocos años después, los japoneses ya habían desarrollado las técnicas necesarias para producir sus propios arcabuces, llamados teppō (鉄砲 lit. «cañón de acero»?).
Antes del conflicto, Ieyasu compró a comerciantes ingleses y holandeses diversas piezas de artillería. La primera mención que se tiene registro de estas compras data del 4 de julio de 1614, y se trató de cuatro culebrinas y un sacre (un cañón de tamaño mediano, poco más pequeño que las culebrinas) compradas a los ingleses. Las culebrinas podían disparar municiones de hasta 8 kilogramos, mientras que el sacre 2,5 kilos. Dichas piezas de artillería se sumaron a los cinco ishibiya, cañones obtenidos de holandeses que podían disparar municiones arriba de los 3,75 kilogramos, de los cuales se estima que Ieyasu contaba con 12. Dado que no se cuenta con registros que demuestren cuándo fueron vendidos dichos cañones, es probable que Ieyasu los obtuviera del armamento del Liefde (el cual confiscó), barco que llegó a Japón en el año 1600 y del cual el marino William Adams era parte de la tripulación. Ieyasu contó además con una gran cantidad de cañones producidos en el país, principalmente del arsenal de Sakai, aunque estos tenían tanto un peso como un alcance menor que los cañones europeos.
Hideyori por su parte tan sólo contaba con pequeños cañones producidos en Japón bajo la supervisión de portugueses y conocidos como furanki, cuya capacidad de disparo era de proyectiles de un kanme (3,75 kilogramos). Dada su característica, la artillería de Hideyori no podía competir con la del enemigo, incluso quedando fuera de rango de las líneas enemigas.

## Legado

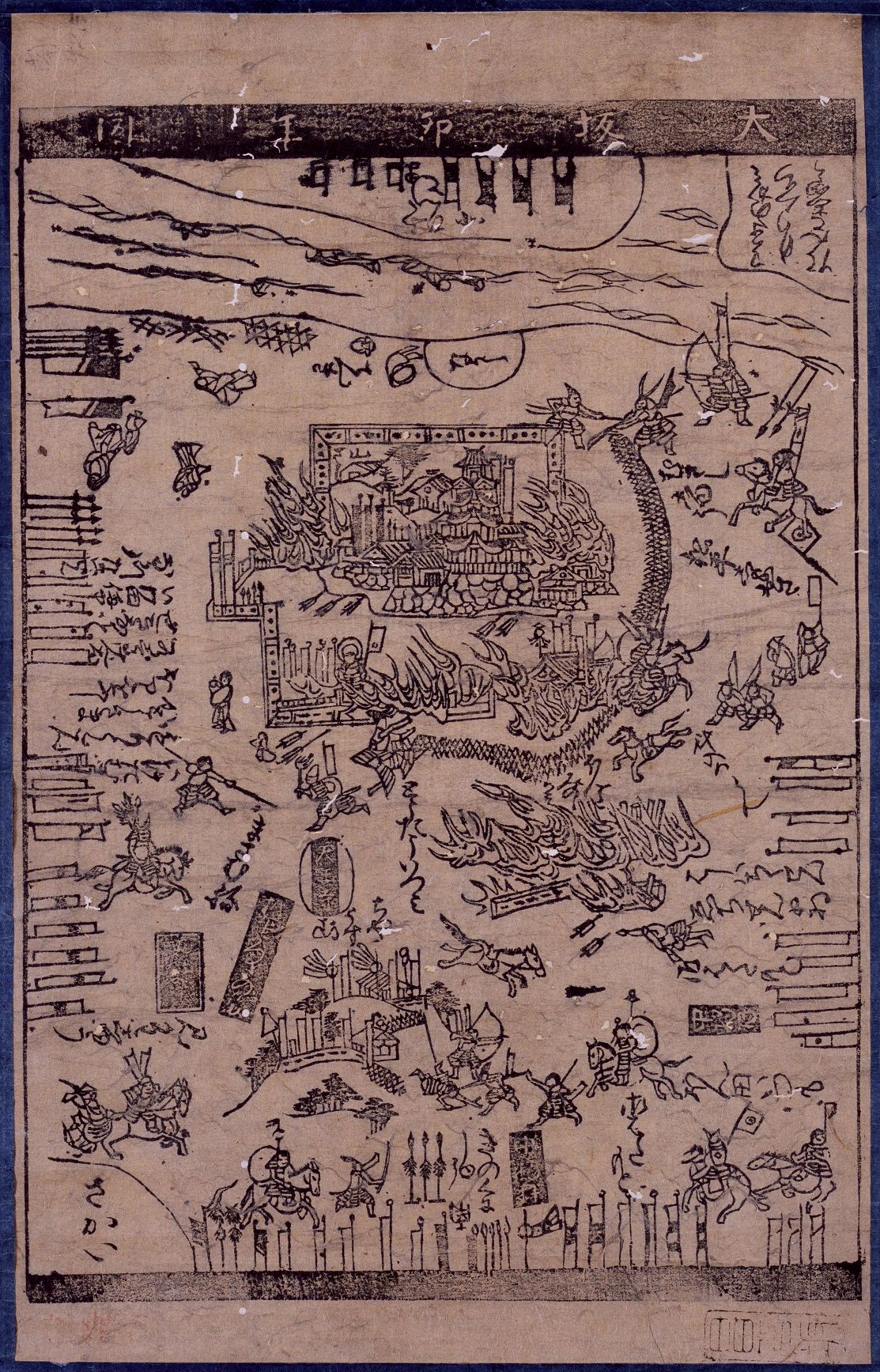
Kawaraban de la caída del castillo Osaka.

La importancia de la batalla radica en que ésta fue la última ocasión en que dos ejércitos samuráis se enfrentarían en un campo de batalla, además de que sería la última en la que participaría el último de los «grandes unificadores de Japón», Tokugawa Ieyasu. Además, la victoria del shogunato aseguró la hegemonía del clan, misma que duraría por más de 250 años.
Este acontecimiento fue el primer gran suceso en ser publicado en un medio similar a un periódico, llamado kawaraban, así como el primer acontecimiento de trascendencia en Japón descrito en idioma inglés, gracias a la correspondencia y reportes de los empleados de la Compañía Británica de las Indias Orientales. Finalmente, fue el escenario del primer bombardeo de largo alcance en la historia del país.
A pesar de que Osaka dejó de ser un centro de poder, la ciudad se desarrolló de tal manera que se convirtió en uno de los centros comerciales más importantes del país, así como una importante área de intercambio comercial con otros países. Incluso el precio establecido en el mercado de arroz de Dōjima era considerado como el precio estándar para el país. Además, durante finales del siglo XVII y principios del siglo XVIII Osaka se convirtió en un importante centro cultural, desarrollándose ahí importantes movimientos literarios y teatrales, además de que se fomentó el estudio del rangaku durante el período de seclusión de Japón, conocido como sakoku.

### En la cultura popular
La caída de Osaka es uno de los escenarios disponibles de la serie de videojuegos Samurai Warriors, la cual se centra en la historia de Japón del período Sengoku y de personajes como Tokugawa Ieyasu, Oda Nobunaga y Sanada Yukimura. En el videojuego Age of Empires III: The Asian Dynasties el conflicto es el escenario de una de las campañas de los japoneses.
La novela de James Clavell Shogun: señor de samuráis, está basada en la vida de William Adams, un navegante inglés que llegó a Japón en el año 1600. En dicha historia el personaje principal es llamado Blackthorne, y está presente durante sucesos importantes que ocurren en ese momento en el país. Uno de ellos es cuando Toranaga —Ieyasu— asedia el castillo que pertenecía a Taiko —Hideyoshi— antes de morir, y donde se encuentran lady Ochiba —Yodogimi— y su hijo Yaemon —Hideyori—.
El conflicto también es el escenario central en el dorama de 1961 Ōsaka-jō monogatari (大阪城物語?   «El cuento del castillo Osaka»), con Toshirō Mifune en el papel principal.

## El castillo en la actualidad
Después de la reconstrucción del castillo por parte de Hidetada, en 1665 un rayo pegó en la torre del homenaje, incendiándola por completo. La versión actual del castillo es una construcción de 1931 a base de hormigón, aunque permanecen algunas construcciones originales como la puerta Ōtemon, así como cinco yagura, o torretas.
El castillo actualmente aloja al Museo del Castillo Osaka, el cual tiene como temática central la vida de Toyotomi Hideyoshi. En el lugar donde se encontró el Sanada-maru se encuentra una estatua dedicada a Sanada Yukimura, además de que cerca del lugar, en el Santuario Yasui, se encuentran sus restos. Cerca de la estación Wakae-Iwata se encuentran la tumba de Kimura Shigenari y una estatua en su honor, mientras que en Sakai existe un templo, el Nansho-ji, en el que algunas leyendas aseguran se encuentra el cuerpo de Tokugawa Ieyasu. Según la tradición, Ieyasu falleció al enfrentarse con Yukimura durante la batalla de Tennōji, y supuestamente un kagemusha, o doble, había tomado su lugar para que las tropas no se desalentaran. En el lugar incluso se encuentra una tumba, con el nombre de Ieyasu escrito.
Finalmente, en Kioto aún se conserva la campana que desató todo el conflicto entre Ieyasu y Hideyori, en el templo Hōkō.

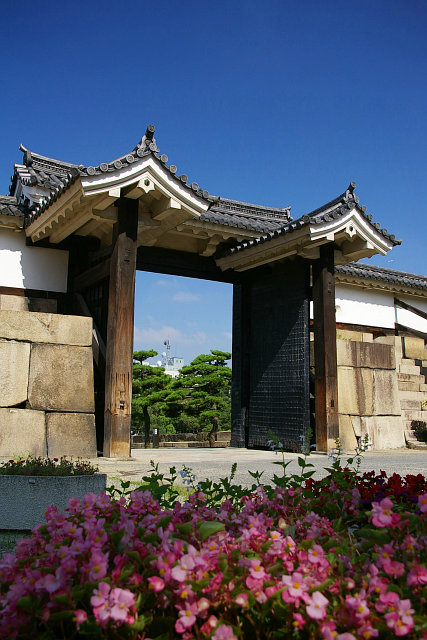
Puerta Ōtemon, una de las pocas construcciones originales que quedan del castillo.
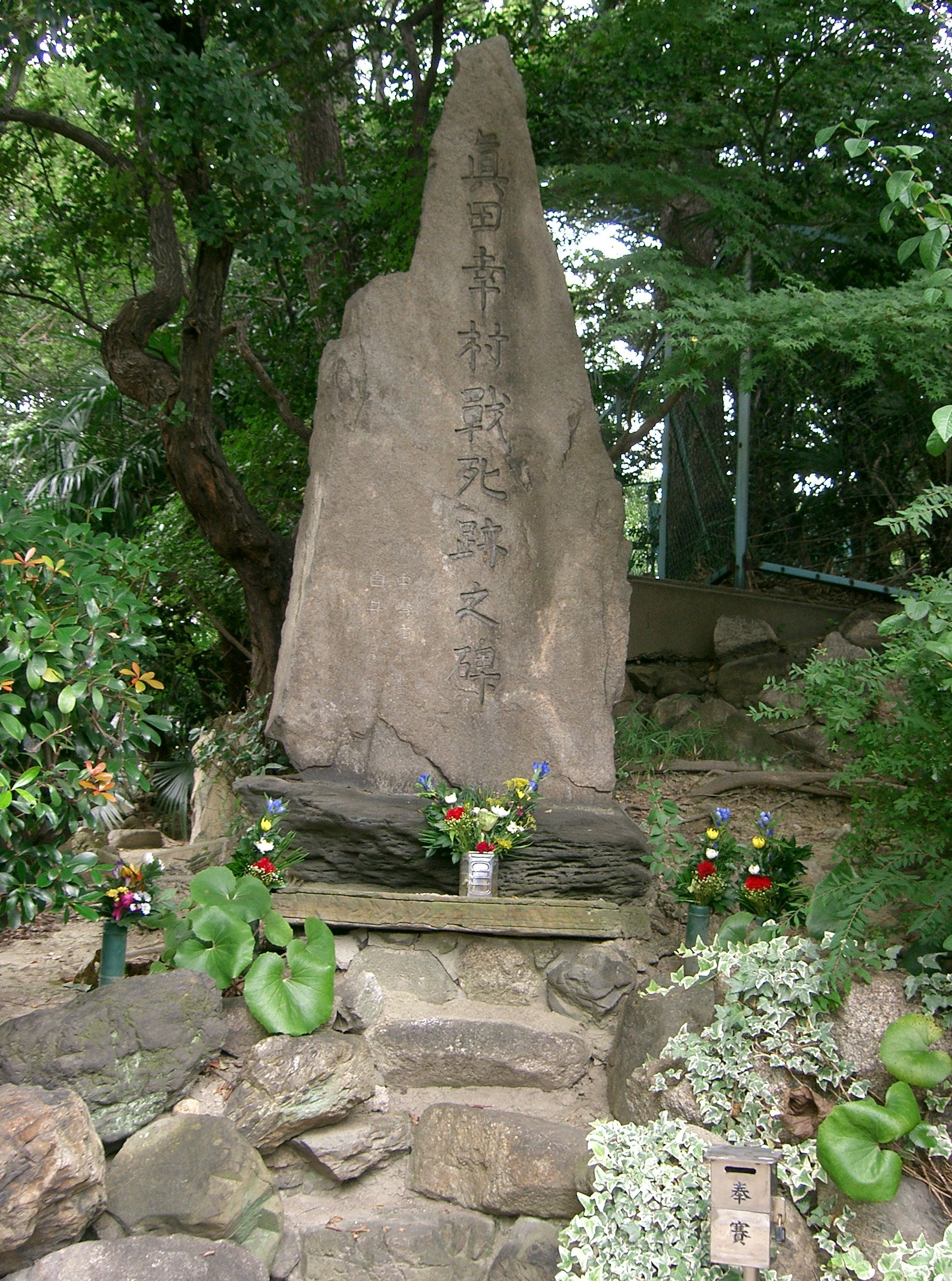
Monumento en el Santuario Yasui que marca el lugar donde falleció Yukimura.
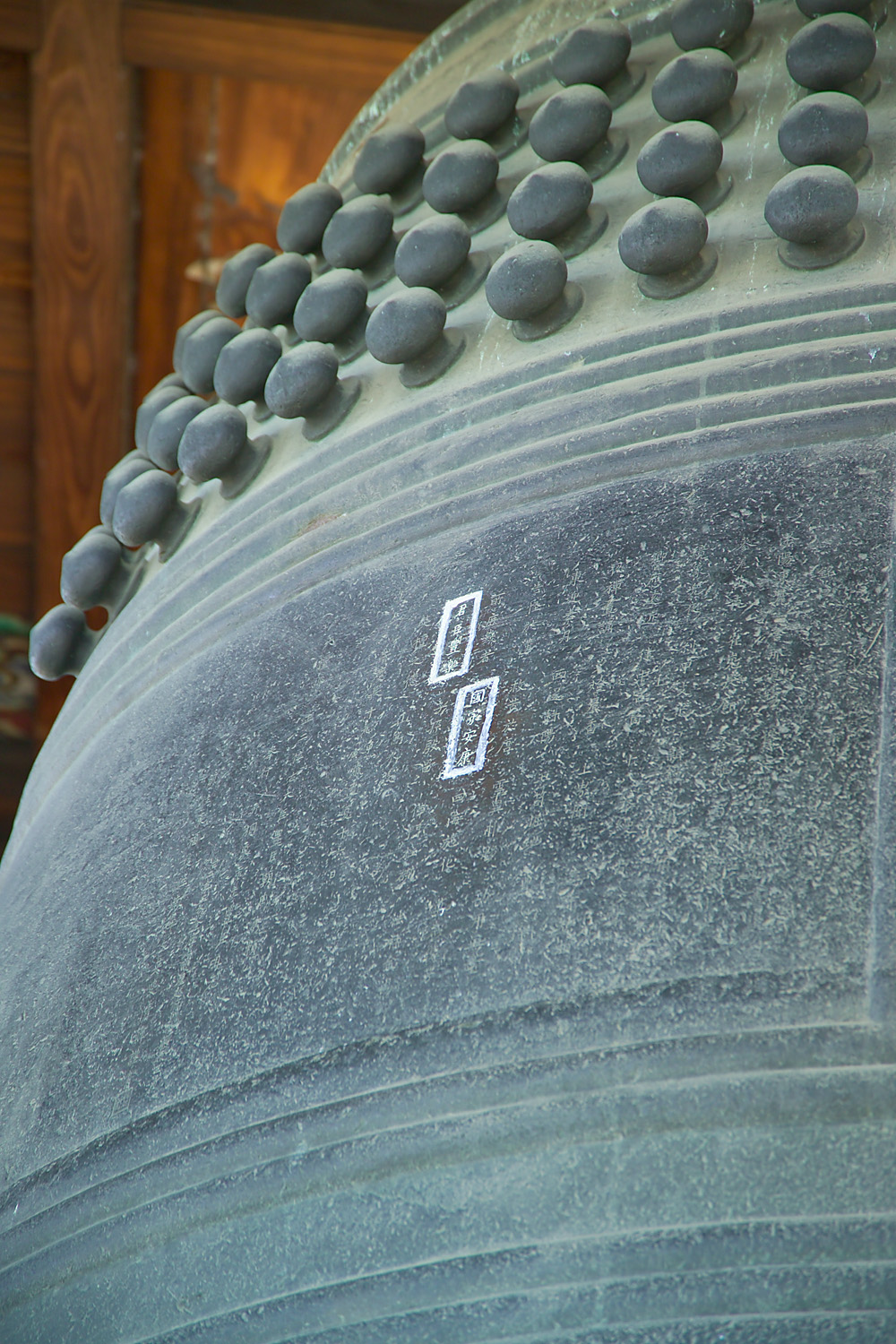
La campana del Hōkō-ji, con los kanjis resaltados en blanco.
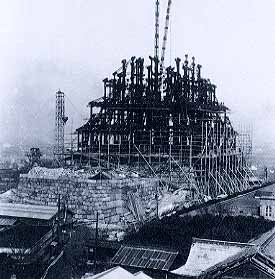
Trabajos de construcción en 1930 para reproducir el castillo original en hormigón.
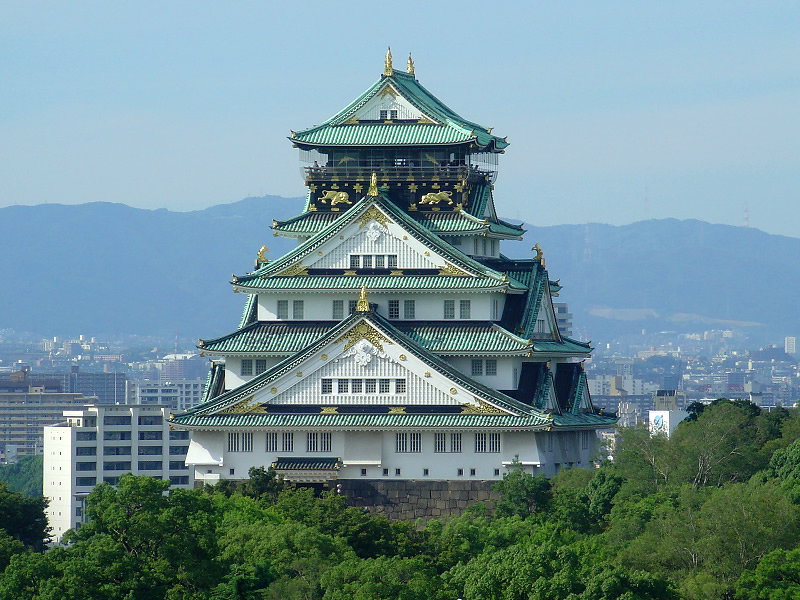
Vista actual del castillo.